# Maison de Lalaing
La maison de Lalaing est une importante famille de la noblesse belge (Flandre/Hainaut).
Issue de la Maison de Forest (vassal du comte de Flandre), originaire de Forest-sur-Marque actuellement en France près de Lille (ancien comté de Flandres), elle a donné de nombreux gouverneurs et généraux au service des souverains du Hainaut, ducs de Bourgogne puis rois d'Espagne, sept grands baillis de Hainaut, Stadhouders de Hollande, Zélande et Gueldre, et douze chevaliers de l'ordre de la Toison d'or. La famille actuelle vit encore en Belgique. Leur château, Château de Lalaing (nl) (aussi appelé Hof van Lier), se trouve à Zandberg.

## Seigneurie
Anciennement sur la ligne fortifiée faisant la frontière entre le comté de Flandres et du Hainaut à l'est de Douai.
Aujourd'hui, localité du département du Nord (France) située sur la Scarpe entre Waziers et Pecquencourt (N 455), à l'est de Douai. La localité s'orthographie actuellement avec deux « l »: Lallaing.

## Étymologie – Toponymie du lieu
Lalen, Lalin, Laleng, Lalain, Lallaing, Lalaing.[réf. nécessaire]
Dérivé du celtique Laech = bas et Len, Lenn = lac, étang, d'où « étang peu profond ».

## Sites remarquables

### Église Sainte-Aldegonde
Fondée au XIIe siècle, agrandie du XIVe au XVIe siècle par l'ajout de chapelles et de constructions pouvant recevoir les tombeaux et mausolées de la famille Lalaing, son clocher fut rebâti en 1773.
Des fouilles ont permis de découvrir les vestiges d'un édifice du Xe ou XIIe siècle, et une tête sculptée de guerrier du XVIe siècle.

### La borne de Quéviron
En 1210 cette borne a été placée par les moines de l'Abbaye de Marchiennes et de l'Abbaye d'Anchin pour des différents de chasses et de pêche. Chacune de ses 4 faces représentent une commune Flines-lez-Raches, Lallaing, Marchiennes et Pecquencourt. Elle est située à 500 m de la ferme de Germignies au lieu-dit « Marais des Six Villes ».

### Le château de Lallaing
Au XIIe siècle le site est occupé, évoluant vers une motte castrale puis une forteresse.
Au XIIIe siècle les seigneurs de Lallaing possèdent le château dont le mur d’enceinte intègre l’église.
Dans les Albums de Croÿ, trois gouaches donnent une vue précise du lieu à cette époque.
Au XVIIe siècle le fief passe à la maison d'Arenberg. Durant la guerre de succession d'Espagne les forteresses de Raches, Lallaing et Warlaing seront détruites (1679) sur l'ordre de Louis XIV lors de sa campagne de démantèlement de la Flandre qui suivit la prise de Lille et celle de Douai (1667) et leur rattachement à la France.
En 1904 la princesse d'Arenberg vend le corps de logis subsistant à M. Morel, ses successeurs en 1943 le cèdent à la compagnie des mines d'Aniche.
En 1959 la ville achète le bien et l’architecte de Douai, M. Coisne, conçoit le nouvel Hôtel de Ville sur l’emplacement du château. Les derniers éléments sont ainsi déconstruits. Il subsiste le pont et la porte d’entrée ainsi que dans le parc, un pilori.

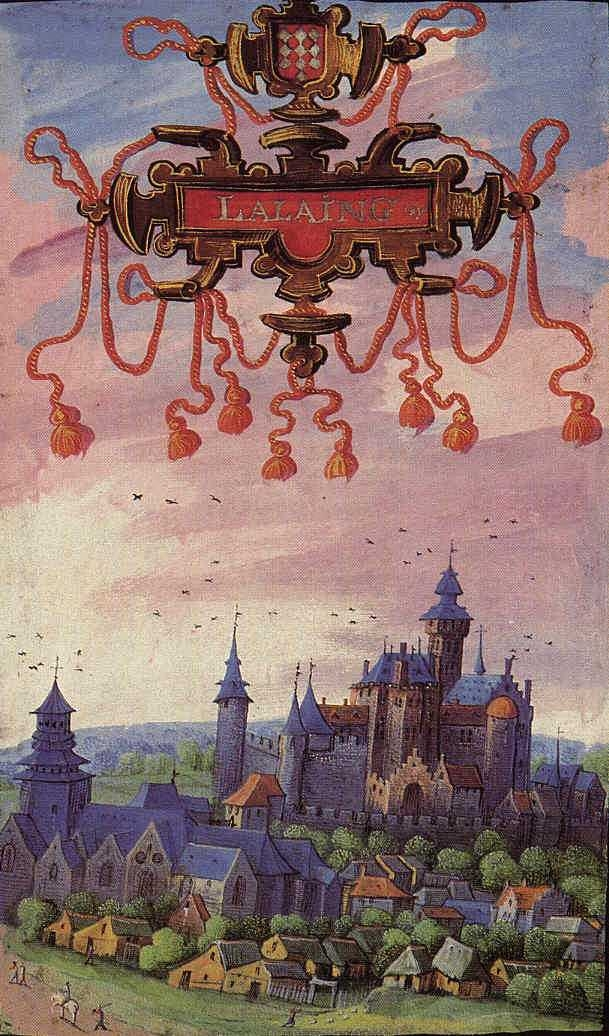
Albums de Croÿ Cartulaire de Lallaing XVIe siècle
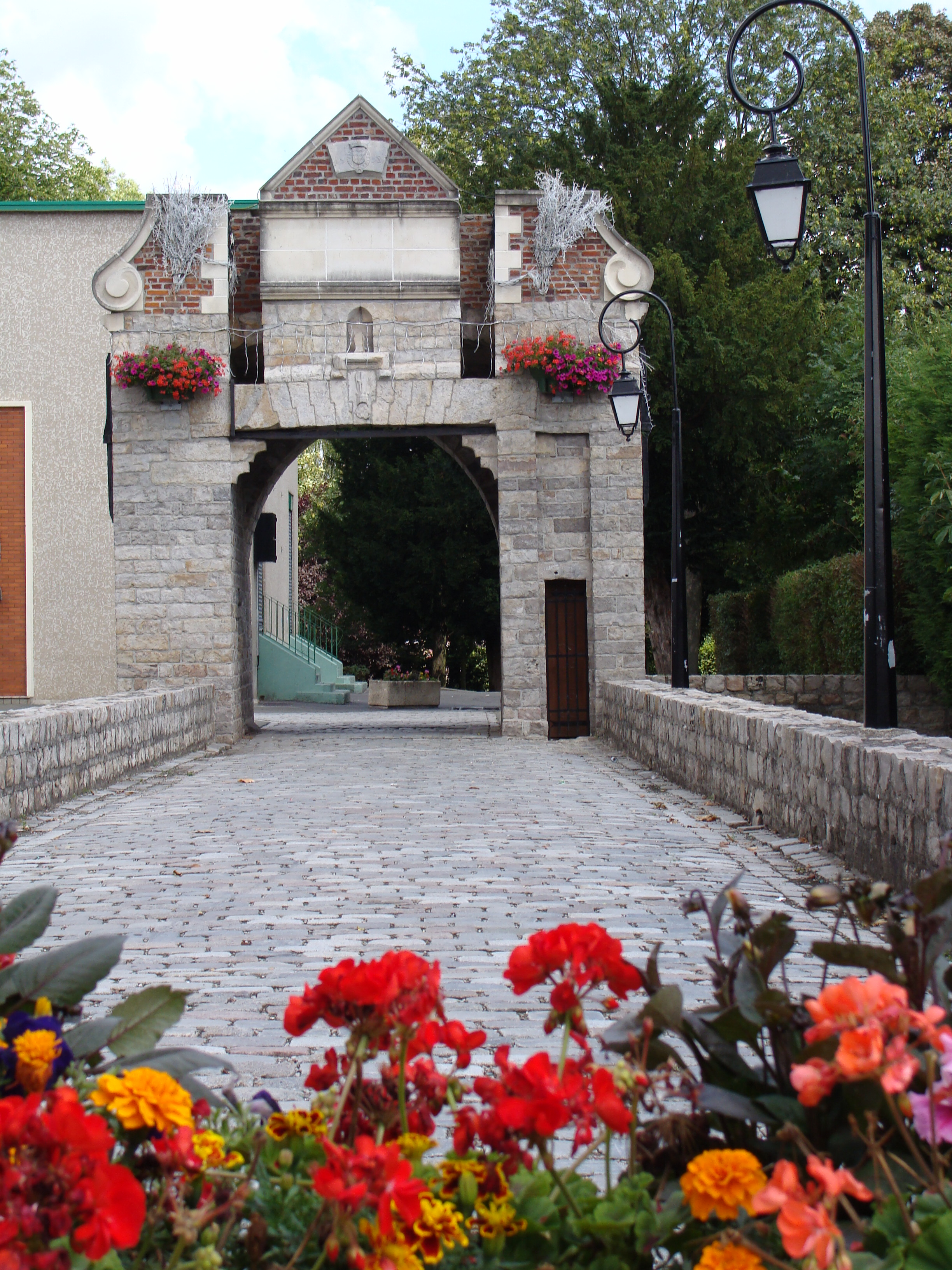
Vestiges de l'entrée du château de Lallaing
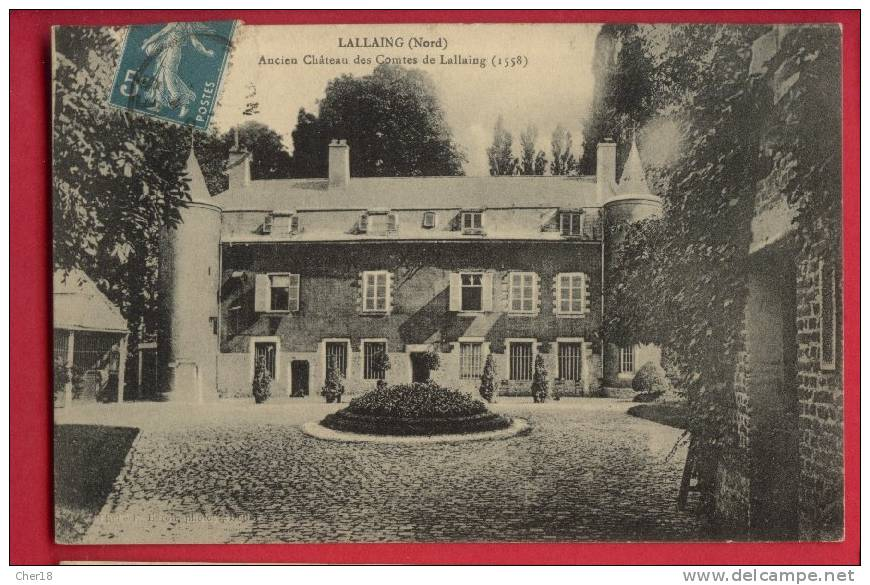
Corps des Logis du Château de Lallaing
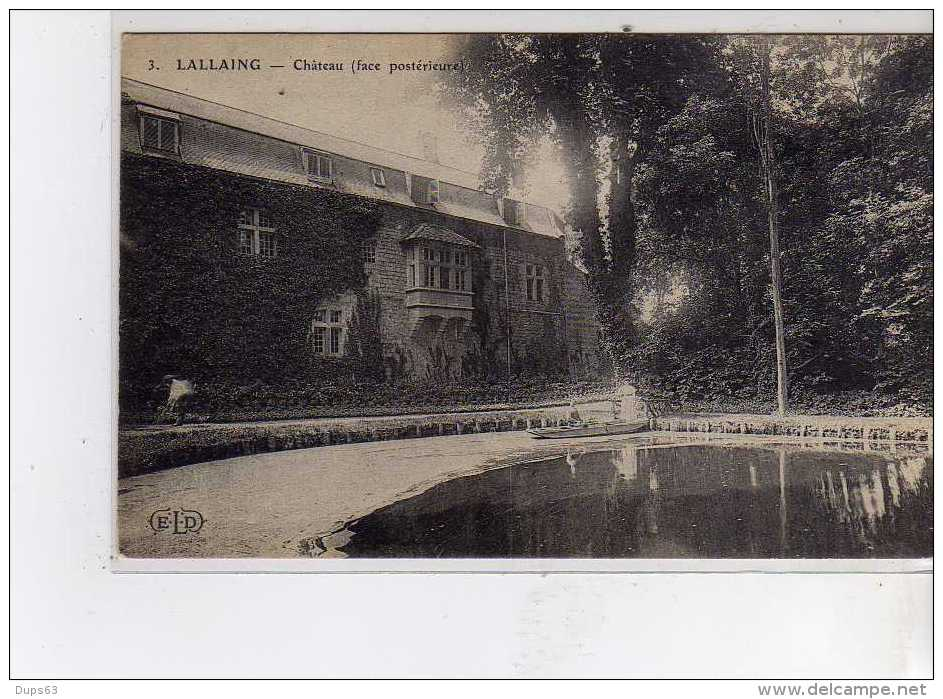
Vue arrière du Corps des Logis du Château de Lallaing
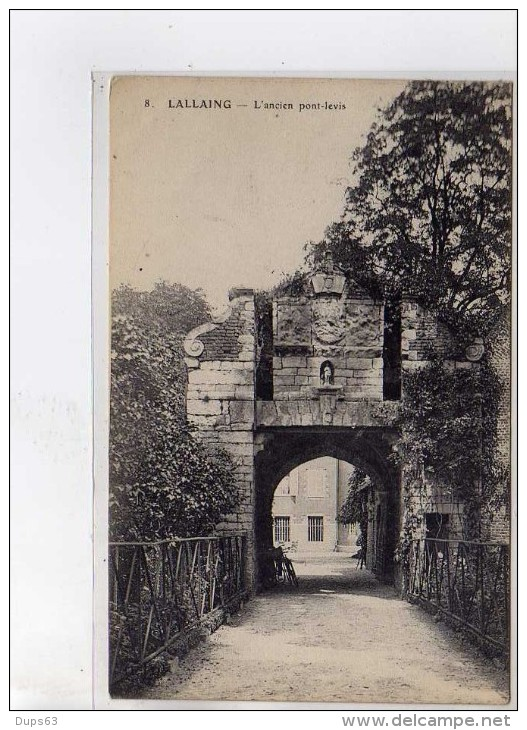
Pont-levis et corps des logis du château de Lallaing
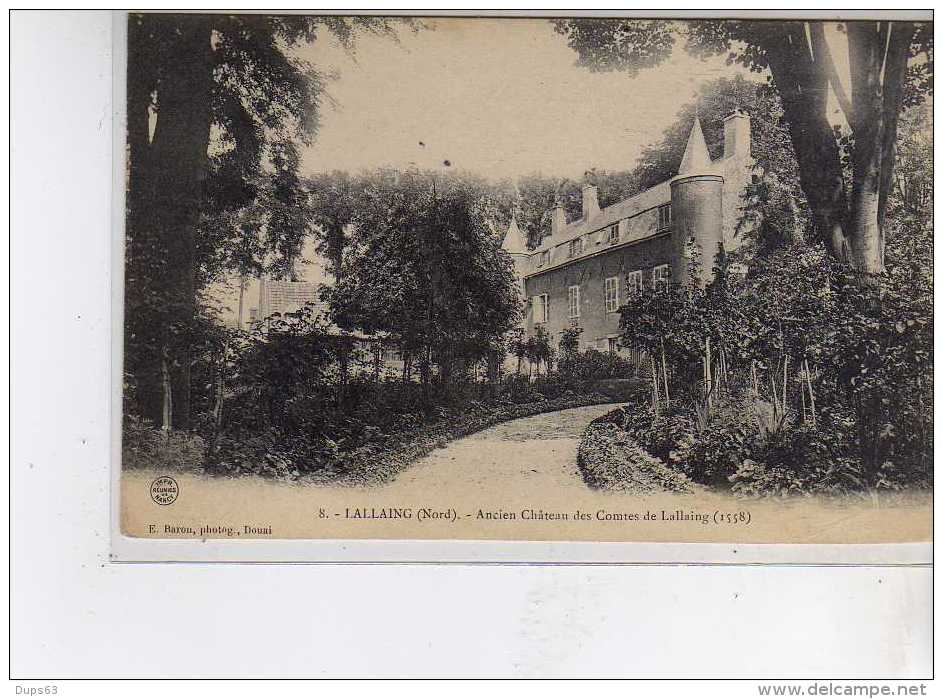
Vue latérale du corps des logis du château de Lallaing

#### Histoire
C'est sur cette partie de terre ferme que s'est installé, à une date très reculée, une communauté qui, en 1365, date du premier dénombrement connu, rassemblait déjà 60 « feux » soit 250 personnes environ. Mais cette situation au bord d'une rivière, lorsque l'absence de route imposait le recours à la voie d'eau, a très vite été considérée comme stratégique car la rivière servait de frontière entre les possessions de la Flandre et celles du Hainaut.
Dès 1184, il existait un château féodal sur une motte naturelle partiellement aménagée de 50 ares, puisque le comte de Hainaut y avait placé une forte garnison. C'est sans doute peu avant cette date que s'était installée à Lallaing une famille de seigneurs venus de Forest-sur-Marque, dans la région Lilloise, les Forest, qui prirent ensuite le nom de Lalaing quand ils se détachèrent de leur lieu d'origine.
En 1285, Jacques Bretel cite Simon et Simars de Lalaing parmi les invités du comte de Chiny, venus au tournoi de Chauvency-le-Château, en compagnie des Hondschoote, Ligne, Haussy, Montigny et des fils des comtes de Hainaut et Flandres…

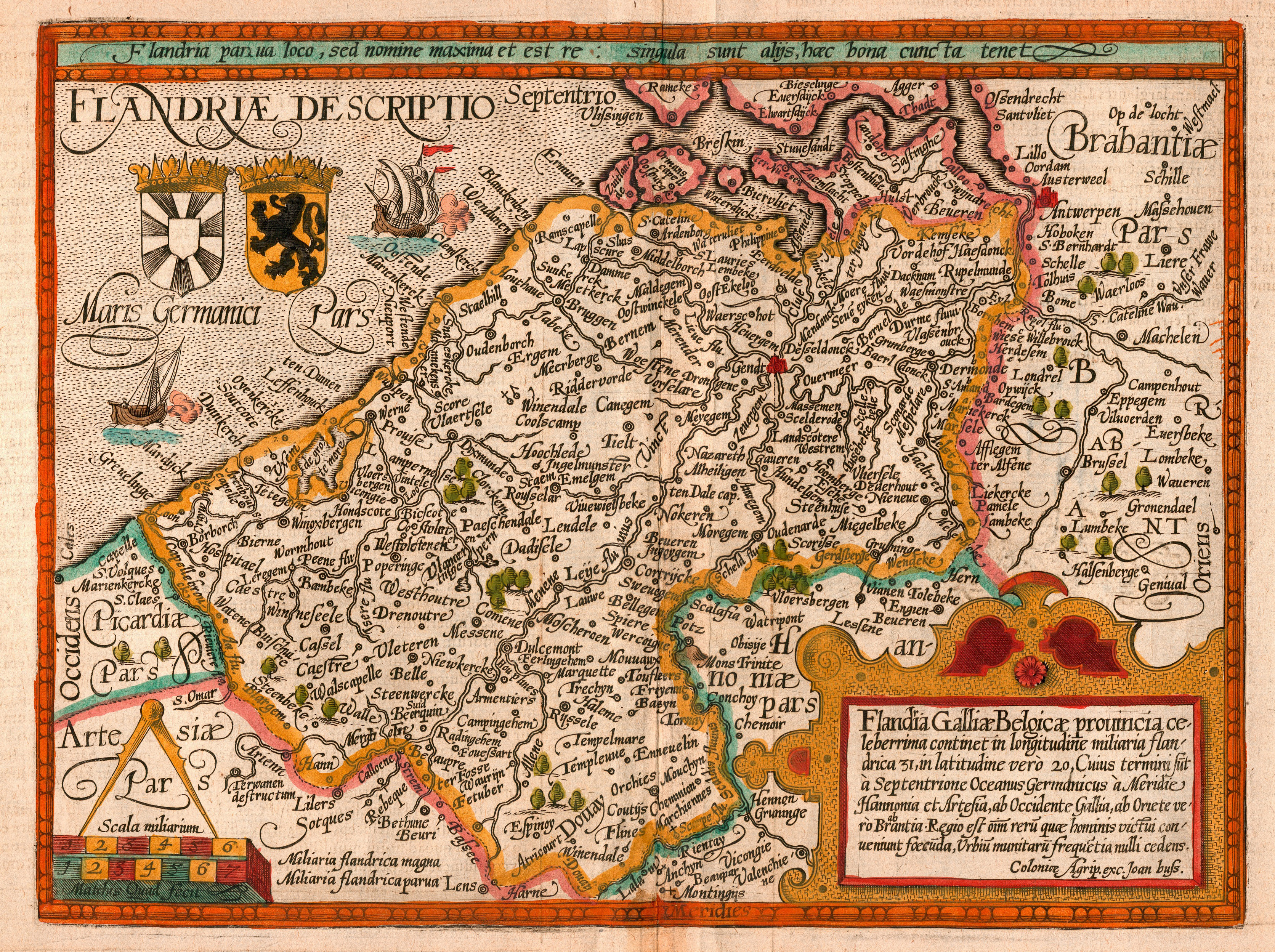
Lallaing (inscrit Lala-in) apparaît au milieu en bas, près de la pliure côté gauche, sur cette carte du comté de Flandre de 1609 par Matthias Quad, cartographe, et Johannes Bussemacher, graveur et éditeur, Cologne.
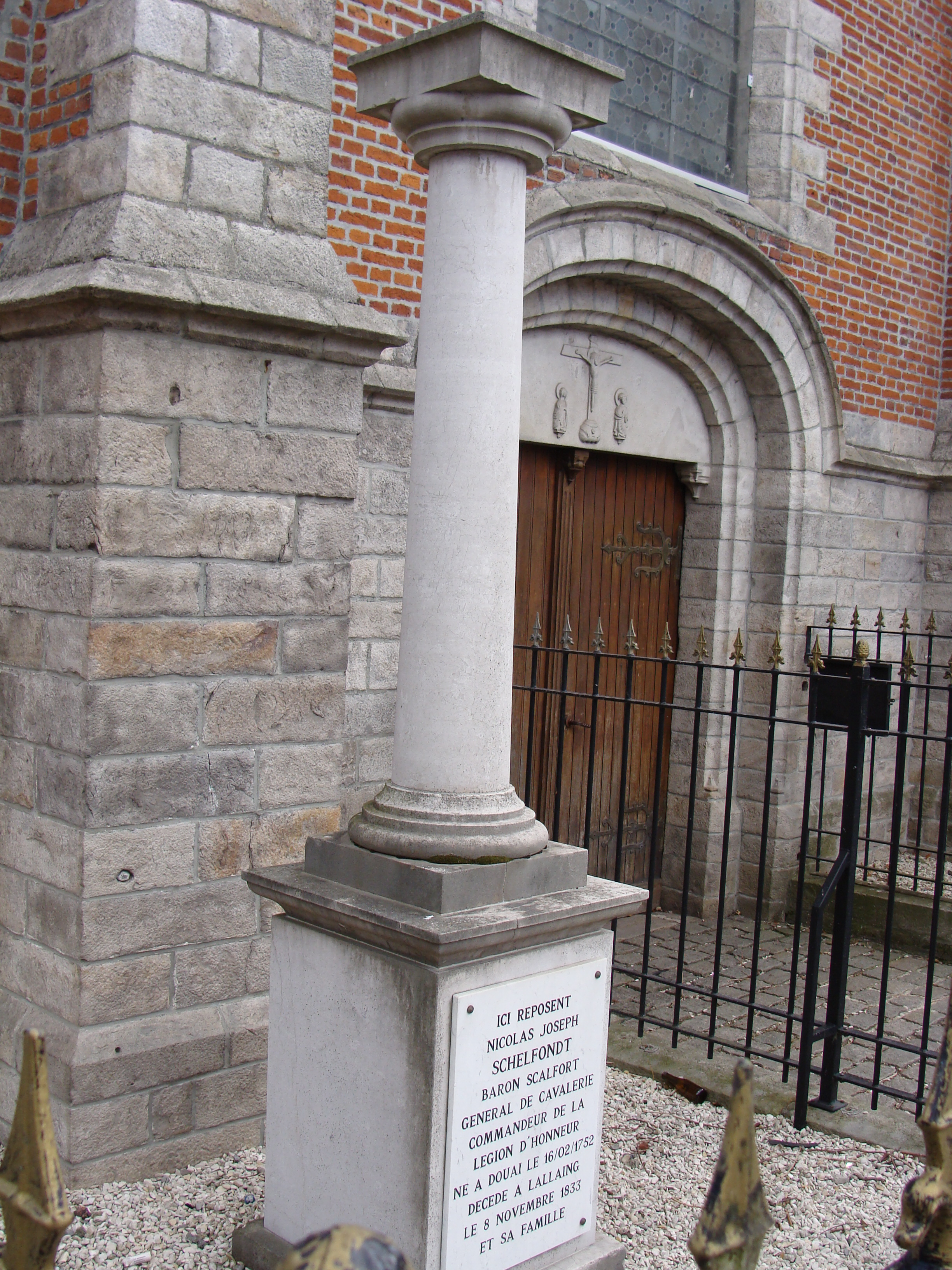
Stèle funéraire du baron Scalfort au porche de l'église de Lallaing

## Familles et seigneurs de Lalaing
Les seigneurs de Lallaing furent des seigneurs du Nord de la France appartenant à la Maison de Lalaing.

### Origines
Les seigneurs de Lalaing avaient leurs origines et leurs résidences habituelles à Lallaing dans le Nord de la France.
La maison de Lalaing eut douze Chevaliers de l'Ordre de la Toison d'or, trois Stadhouders de Hollande et sept grand baillis de Hainaut. Parmi eux, plusieurs s'illustrèrent dans les joutes.

### Généalogie des Lalaing[10]
| | | | | | | | | | |                                                            |                                                            | Gossuin de Forest (cité pour avoir mortellement blessé au tournoi de Tournai en 1095 Henri de Bruxelles et de Louvain (Henri III de Louvain, ép. de Gertrude de Flandre)) | | | | | | | |                                                       |                                                       |                                                             |                                                             |                                                                           |                                                                           |                                                                           |                                                                           |                                                                           |                                                                           |                                                                         |                                                                         |                                                                         |                                                                         |  |  |  |  |  |  |  |  |  |  |  |  |  |  |  |  |  |  |  |  |  |  |
| | | | | | | | | | |                                                            |                                                            | | | | | | | | |                                                       |                                                       |                                                             |                                                             |                                                                           |                                                                           |                                                                           |                                                                           |                                                                           |                                                                           |                                                                         |                                                                         |                                                                         |                                                                         |  |  |  |  |  |  |  |  |  |  |  |  |  |  |  |  |  |  |  |  |  |  |
| | | | | | | | | | |                                                            |                                                            | Gérard Ier de Forest (cité 1128/33 comme témoins dans une charte de la comtesse Clémence de Flandres (Clémence de Bourgogne)) ép. l'Héritière de Lalaing. | | | | | | | |                                                       |                                                       |                                                             |                                                             |                                                                           |                                                                           |                                                                           |                                                                           |                                                                           |                                                                           |                                                                         |                                                                         |                                                                         |                                                                         |  |  |  |  |  |  |  |  |  |  |  |  |  |  |  |  |  |  |  |  |  |  |
| | | | | | | | | | |                                                            |                                                            | | | | | | | | |                                                       |                                                       |                                                             |                                                             |                                                                           |                                                                           |                                                                           |                                                                           |                                                                           |                                                                           |                                                                         |                                                                         |                                                                         |                                                                         |  |  |  |  |  |  |  |  |  |  |  |  |  |  |  |  |  |  |  |  |  |  |
| | | | | | | | | | |                                                            |                                                            | Gérard II de Forest et de Lalaing (cité 1168/1170 dans une charte octroyée à l'Abbaye d'Anchin) ép. Adélaïde de Raches. En 1125, l'empereur et duc de Saxe Lothaire de Supplinbourg s'oppose au roi de France, Louis VI le Gros. Un des seigneurs de Lalaing participe aux guerres et est un proche de l'empereur au point que ce dernier règle son mariage. Le Hérault de Luxembourg (1) affirme que "ledit empereur l'eult fort en grace et luy fist grand bien le mariant à une noble damme d'Alemaigne, laquelle l'amenat à sa maison de Lalaing, après ledit trespas dudit empereur"(2). Cette "dame" est Adhelide de Raches et son époux Gérard II de Forest. | | | | | | | |                                                       |                                                       |                                                             |                                                             |                                                                           |                                                                           |                                                                           |                                                                           |                                                                           |                                                                           |                                                                         |                                                                         |                                                                         |                                                                         |  |  |  |  |  |  |  |  |  |  |  |  |  |  |  |  |  |  |  |  |  |  |
| | | | | | | | | | |                                                            |                                                            | | | | | | | | |                                                       |                                                       |                                                             |                                                             |                                                                           |                                                                           |                                                                           |                                                                           |                                                                           |                                                                           |                                                                         |                                                                         |                                                                         |                                                                         |  |  |  |  |  |  |  |  |  |  |  |  |  |  |  |  |  |  |  |  |  |  |
| | | | | | | | | | |                                                            |                                                            | Simon 1er de Lalaing 1er Seigneur de Lalaing,(cité dès 1157, 1184). Vivait en 1189 ou 1198 suivant les sources est mentionné dans une charte de l'abbaye de Marchiennes. Il épousa Marie de Montigny, fille de Renier de Montigny et de Iolenthe de Saint-Aubin ou/et Richesende de Landas | | | | | | | |                                                       |                                                       |                                                             |                                                             |                                                                           |                                                                           |                                                                           |                                                                           |                                                                           |                                                                           |                                                                         |                                                                         |                                                                         |                                                                         |  |  |  |  |  |  |  |  |  |  |  |  |  |  |  |  |  |  |  |  |  |  |
| | | | | | | | | | |                                                            |                                                            | | | | | | | | |                                                       |                                                       |                                                             |                                                             |                                                                           |                                                                           |                                                                           |                                                                           |                                                                           |                                                                           |                                                                         |                                                                         |                                                                         |                                                                         |  |  |  |  |  |  |  |  |  |  |  |  |  |  |  |  |  |  |  |  |  |  |
| | | | | | | | | | |                                                            |                                                            | | | | | | | | |                                                       |                                                       |                                                             |                                                             |                                                                           |                                                                           |                                                                           |                                                                           |                                                                           |                                                                           |                                                                         |                                                                         |                                                                         |                                                                         |  |  |  |  |  |  |  |  |  |  |  |  |  |  |  |  |  |  |  |  |  |  |
| | | Mathilde de Lalaing qui épousa Guillaume de Hainaut suivant les sources du fils de Baudouin IV de Hainaut | Mathilde de Lalaing qui épousa Guillaume de Hainaut suivant les sources du fils de Baudouin IV de Hainaut | Mathilde de Lalaing qui épousa Guillaume de Hainaut suivant les sources du fils de Baudouin IV de Hainaut | Mathilde de Lalaing qui épousa Guillaume de Hainaut suivant les sources du fils de Baudouin IV de Hainaut | Mathilde de Lalaing qui épousa Guillaume de Hainaut suivant les sources du fils de Baudouin IV de Hainaut | Mathilde de Lalaing qui épousa Guillaume de Hainaut suivant les sources du fils de Baudouin IV de Hainaut | | |                                                            |                                                            | Nicolas 1er de Lalaing Chevalier, Seigneur de Lalaing, vassal de l'Abbaye de Saint-Amand (cité dès 1195 dans une charte du XIIe siècle de Flandre, 1202, 1219. Vivait encore en 1219. "en 1211 Philippe de Flandre (Philippe Ier de Namur), marquis de Namur, Régent de Flandre et de Hainaut, en notifiant à l'Evêque de Cambrai que Nicolas de Lalaing avait accepté de renoncer à une dime au profit de l'abbaye d'Anchin, donnait à ce dernier le vocable flatteur de "mon cousin"."1 Robert Born) | Nicolas 1er de Lalaing Chevalier, Seigneur de Lalaing, vassal de l'Abbaye de Saint-Amand (cité dès 1195 dans une charte du XIIe siècle de Flandre, 1202, 1219. Vivait encore en 1219. "en 1211 Philippe de Flandre (Philippe Ier de Namur), marquis de Namur, Régent de Flandre et de Hainaut, en notifiant à l'Evêque de Cambrai que Nicolas de Lalaing avait accepté de renoncer à une dime au profit de l'abbaye d'Anchin, donnait à ce dernier le vocable flatteur de "mon cousin"."1 Robert Born) | Nicolas 1er de Lalaing Chevalier, Seigneur de Lalaing, vassal de l'Abbaye de Saint-Amand (cité dès 1195 dans une charte du XIIe siècle de Flandre, 1202, 1219. Vivait encore en 1219. "en 1211 Philippe de Flandre (Philippe Ier de Namur), marquis de Namur, Régent de Flandre et de Hainaut, en notifiant à l'Evêque de Cambrai que Nicolas de Lalaing avait accepté de renoncer à une dime au profit de l'abbaye d'Anchin, donnait à ce dernier le vocable flatteur de "mon cousin"."1 Robert Born) | Nicolas 1er de Lalaing Chevalier, Seigneur de Lalaing, vassal de l'Abbaye de Saint-Amand (cité dès 1195 dans une charte du XIIe siècle de Flandre, 1202, 1219. Vivait encore en 1219. "en 1211 Philippe de Flandre (Philippe Ier de Namur), marquis de Namur, Régent de Flandre et de Hainaut, en notifiant à l'Evêque de Cambrai que Nicolas de Lalaing avait accepté de renoncer à une dime au profit de l'abbaye d'Anchin, donnait à ce dernier le vocable flatteur de "mon cousin"."1 Robert Born) | Nicolas 1er de Lalaing Chevalier, Seigneur de Lalaing, vassal de l'Abbaye de Saint-Amand (cité dès 1195 dans une charte du XIIe siècle de Flandre, 1202, 1219. Vivait encore en 1219. "en 1211 Philippe de Flandre (Philippe Ier de Namur), marquis de Namur, Régent de Flandre et de Hainaut, en notifiant à l'Evêque de Cambrai que Nicolas de Lalaing avait accepté de renoncer à une dime au profit de l'abbaye d'Anchin, donnait à ce dernier le vocable flatteur de "mon cousin"."1 Robert Born) | Nicolas 1er de Lalaing Chevalier, Seigneur de Lalaing, vassal de l'Abbaye de Saint-Amand (cité dès 1195 dans une charte du XIIe siècle de Flandre, 1202, 1219. Vivait encore en 1219. "en 1211 Philippe de Flandre (Philippe Ier de Namur), marquis de Namur, Régent de Flandre et de Hainaut, en notifiant à l'Evêque de Cambrai que Nicolas de Lalaing avait accepté de renoncer à une dime au profit de l'abbaye d'Anchin, donnait à ce dernier le vocable flatteur de "mon cousin"."1 Robert Born) | | |                                                       |                                                       | 3 autres enfants                                            | 3 autres enfants                                            | 3 autres enfants                                                          | 3 autres enfants                                                          | 3 autres enfants                                                          | 3 autres enfants                                                          |                                                                           |                                                                           |                                                                         |                                                                         |                                                                         |                                                                         |  |  |  |  |  |  |  |  |  |  |  |  |  |  |  |  |  |  |  |  |  |  |
| | | Mathilde de Lalaing qui épousa Guillaume de Hainaut suivant les sources du fils de Baudouin IV de Hainaut | Mathilde de Lalaing qui épousa Guillaume de Hainaut suivant les sources du fils de Baudouin IV de Hainaut | Mathilde de Lalaing qui épousa Guillaume de Hainaut suivant les sources du fils de Baudouin IV de Hainaut | Mathilde de Lalaing qui épousa Guillaume de Hainaut suivant les sources du fils de Baudouin IV de Hainaut | Mathilde de Lalaing qui épousa Guillaume de Hainaut suivant les sources du fils de Baudouin IV de Hainaut | Mathilde de Lalaing qui épousa Guillaume de Hainaut suivant les sources du fils de Baudouin IV de Hainaut | | |                                                            |                                                            | Nicolas 1er de Lalaing Chevalier, Seigneur de Lalaing, vassal de l'Abbaye de Saint-Amand (cité dès 1195 dans une charte du XIIe siècle de Flandre, 1202, 1219. Vivait encore en 1219. "en 1211 Philippe de Flandre (Philippe Ier de Namur), marquis de Namur, Régent de Flandre et de Hainaut, en notifiant à l'Evêque de Cambrai que Nicolas de Lalaing avait accepté de renoncer à une dime au profit de l'abbaye d'Anchin, donnait à ce dernier le vocable flatteur de "mon cousin"."1 Robert Born) | Nicolas 1er de Lalaing Chevalier, Seigneur de Lalaing, vassal de l'Abbaye de Saint-Amand (cité dès 1195 dans une charte du XIIe siècle de Flandre, 1202, 1219. Vivait encore en 1219. "en 1211 Philippe de Flandre (Philippe Ier de Namur), marquis de Namur, Régent de Flandre et de Hainaut, en notifiant à l'Evêque de Cambrai que Nicolas de Lalaing avait accepté de renoncer à une dime au profit de l'abbaye d'Anchin, donnait à ce dernier le vocable flatteur de "mon cousin"."1 Robert Born) | Nicolas 1er de Lalaing Chevalier, Seigneur de Lalaing, vassal de l'Abbaye de Saint-Amand (cité dès 1195 dans une charte du XIIe siècle de Flandre, 1202, 1219. Vivait encore en 1219. "en 1211 Philippe de Flandre (Philippe Ier de Namur), marquis de Namur, Régent de Flandre et de Hainaut, en notifiant à l'Evêque de Cambrai que Nicolas de Lalaing avait accepté de renoncer à une dime au profit de l'abbaye d'Anchin, donnait à ce dernier le vocable flatteur de "mon cousin"."1 Robert Born) | Nicolas 1er de Lalaing Chevalier, Seigneur de Lalaing, vassal de l'Abbaye de Saint-Amand (cité dès 1195 dans une charte du XIIe siècle de Flandre, 1202, 1219. Vivait encore en 1219. "en 1211 Philippe de Flandre (Philippe Ier de Namur), marquis de Namur, Régent de Flandre et de Hainaut, en notifiant à l'Evêque de Cambrai que Nicolas de Lalaing avait accepté de renoncer à une dime au profit de l'abbaye d'Anchin, donnait à ce dernier le vocable flatteur de "mon cousin"."1 Robert Born) | Nicolas 1er de Lalaing Chevalier, Seigneur de Lalaing, vassal de l'Abbaye de Saint-Amand (cité dès 1195 dans une charte du XIIe siècle de Flandre, 1202, 1219. Vivait encore en 1219. "en 1211 Philippe de Flandre (Philippe Ier de Namur), marquis de Namur, Régent de Flandre et de Hainaut, en notifiant à l'Evêque de Cambrai que Nicolas de Lalaing avait accepté de renoncer à une dime au profit de l'abbaye d'Anchin, donnait à ce dernier le vocable flatteur de "mon cousin"."1 Robert Born) | Nicolas 1er de Lalaing Chevalier, Seigneur de Lalaing, vassal de l'Abbaye de Saint-Amand (cité dès 1195 dans une charte du XIIe siècle de Flandre, 1202, 1219. Vivait encore en 1219. "en 1211 Philippe de Flandre (Philippe Ier de Namur), marquis de Namur, Régent de Flandre et de Hainaut, en notifiant à l'Evêque de Cambrai que Nicolas de Lalaing avait accepté de renoncer à une dime au profit de l'abbaye d'Anchin, donnait à ce dernier le vocable flatteur de "mon cousin"."1 Robert Born) | | |                                                       |                                                       | 3 autres enfants                                            | 3 autres enfants                                            | 3 autres enfants                                                          | 3 autres enfants                                                          | 3 autres enfants                                                          | 3 autres enfants                                                          |                                                                           |                                                                           |                                                                         |                                                                         |                                                                         |                                                                         |  |  |  |  |  |  |  |  |  |  |  |  |  |  |  |  |  |  |  |  |  |  |
| | | | | | | | | | |                                                            |                                                            | Simon II de Lalaing †1253 Seigneur de Lalaing et de Sémeries (cité tournoi de Compiègne 02/1238) ép. Alexandrine de Lesdaing et/ou Hermengarde de Lens | | | | | | | |                                                       |                                                       |                                                             |                                                             |                                                                           |                                                                           |                                                                           |                                                                           |                                                                           |                                                                           |                                                                         |                                                                         |                                                                         |                                                                         |  |  |  |  |  |  |  |  |  |  |  |  |  |  |  |  |  |  |  |  |  |  |
| | | | | | | | | | |                                                            |                                                            | | | | | | | | |                                                       |                                                       |                                                             |                                                             |                                                                           |                                                                           |                                                                           |                                                                           |                                                                           |                                                                           |                                                                         |                                                                         |                                                                         |                                                                         |  |  |  |  |  |  |  |  |  |  |  |  |  |  |  |  |  |  |  |  |  |  |
| | | | | | | | | | |                                                            |                                                            | | | | | | | | |                                                       |                                                       |                                                             |                                                             |                                                                           |                                                                           |                                                                           |                                                                           |                                                                           |                                                                           |                                                                         |                                                                         |                                                                         |                                                                         |  |  |  |  |  |  |  |  |  |  |  |  |  |  |  |  |  |  |  |  |  |  |
| | | Ide de Lalaing épousa Othon de Trazegnies et devient Marguerite de Quiévrain. | Ide de Lalaing épousa Othon de Trazegnies et devient Marguerite de Quiévrain. | Ide de Lalaing épousa Othon de Trazegnies et devient Marguerite de Quiévrain. | Ide de Lalaing épousa Othon de Trazegnies et devient Marguerite de Quiévrain. | Ide de Lalaing épousa Othon de Trazegnies et devient Marguerite de Quiévrain. | Ide de Lalaing épousa Othon de Trazegnies et devient Marguerite de Quiévrain. | | |                                                            |                                                            | Simon III de Lalaing seigneur de Lallaing et Iwuy épousa Hermengarde de Lens, assista au tournoi de Compiègne en février 1238. | Simon III de Lalaing seigneur de Lallaing et Iwuy épousa Hermengarde de Lens, assista au tournoi de Compiègne en février 1238. | Simon III de Lalaing seigneur de Lallaing et Iwuy épousa Hermengarde de Lens, assista au tournoi de Compiègne en février 1238. | Simon III de Lalaing seigneur de Lallaing et Iwuy épousa Hermengarde de Lens, assista au tournoi de Compiègne en février 1238. | Simon III de Lalaing seigneur de Lallaing et Iwuy épousa Hermengarde de Lens, assista au tournoi de Compiègne en février 1238. | Simon III de Lalaing seigneur de Lallaing et Iwuy épousa Hermengarde de Lens, assista au tournoi de Compiègne en février 1238. | | |                                                       |                                                       |                                                             |                                                             |                                                                           |                                                                           |                                                                           |                                                                           |                                                                           |                                                                           |                                                                         |                                                                         |                                                                         |                                                                         |  |  |  |  |  |  |  |  |  |  |  |  |  |  |  |  |  |  |  |  |  |  |
| | | Ide de Lalaing épousa Othon de Trazegnies et devient Marguerite de Quiévrain. | Ide de Lalaing épousa Othon de Trazegnies et devient Marguerite de Quiévrain. | Ide de Lalaing épousa Othon de Trazegnies et devient Marguerite de Quiévrain. | Ide de Lalaing épousa Othon de Trazegnies et devient Marguerite de Quiévrain. | Ide de Lalaing épousa Othon de Trazegnies et devient Marguerite de Quiévrain. | Ide de Lalaing épousa Othon de Trazegnies et devient Marguerite de Quiévrain. | | |                                                            |                                                            | Simon III de Lalaing seigneur de Lallaing et Iwuy épousa Hermengarde de Lens, assista au tournoi de Compiègne en février 1238. | Simon III de Lalaing seigneur de Lallaing et Iwuy épousa Hermengarde de Lens, assista au tournoi de Compiègne en février 1238. | Simon III de Lalaing seigneur de Lallaing et Iwuy épousa Hermengarde de Lens, assista au tournoi de Compiègne en février 1238. | Simon III de Lalaing seigneur de Lallaing et Iwuy épousa Hermengarde de Lens, assista au tournoi de Compiègne en février 1238. | Simon III de Lalaing seigneur de Lallaing et Iwuy épousa Hermengarde de Lens, assista au tournoi de Compiègne en février 1238. | Simon III de Lalaing seigneur de Lallaing et Iwuy épousa Hermengarde de Lens, assista au tournoi de Compiègne en février 1238. | | |                                                       |                                                       |                                                             |                                                             |                                                                           |                                                                           |                                                                           |                                                                           |                                                                           |                                                                           |                                                                         |                                                                         |                                                                         |                                                                         |  |  |  |  |  |  |  |  |  |  |  |  |  |  |  |  |  |  |  |  |  |  |
| | | | | | | | | | |                                                            |                                                            | | | | | | | | |                                                       |                                                       |                                                             |                                                             |                                                                           |                                                                           |                                                                           |                                                                           |                                                                           |                                                                           |                                                                         |                                                                         |                                                                         |                                                                         |  |  |  |  |  |  |  |  |  |  |  |  |  |  |  |  |  |  |  |  |  |  |
| | | Simon IV de Lalaing †03/05/1333 (cité 1300 comme législateur judiciaire et administratif du comté de Hainaut ép. 1310 Mahaut d'Aspremont +1373 héritière de Quiévrain (fille de Geoffroi III et d'Isabeau, dame de Quiévrain et d'Amblise) | Simon IV de Lalaing †03/05/1333 (cité 1300 comme législateur judiciaire et administratif du comté de Hainaut ép. 1310 Mahaut d'Aspremont +1373 héritière de Quiévrain (fille de Geoffroi III et d'Isabeau, dame de Quiévrain et d'Amblise) | Simon IV de Lalaing †03/05/1333 (cité 1300 comme législateur judiciaire et administratif du comté de Hainaut ép. 1310 Mahaut d'Aspremont +1373 héritière de Quiévrain (fille de Geoffroi III et d'Isabeau, dame de Quiévrain et d'Amblise) | Simon IV de Lalaing †03/05/1333 (cité 1300 comme législateur judiciaire et administratif du comté de Hainaut ép. 1310 Mahaut d'Aspremont +1373 héritière de Quiévrain (fille de Geoffroi III et d'Isabeau, dame de Quiévrain et d'Amblise) | Simon IV de Lalaing †03/05/1333 (cité 1300 comme législateur judiciaire et administratif du comté de Hainaut ép. 1310 Mahaut d'Aspremont +1373 héritière de Quiévrain (fille de Geoffroi III et d'Isabeau, dame de Quiévrain et d'Amblise) | Simon IV de Lalaing †03/05/1333 (cité 1300 comme législateur judiciaire et administratif du comté de Hainaut ép. 1310 Mahaut d'Aspremont +1373 héritière de Quiévrain (fille de Geoffroi III et d'Isabeau, dame de Quiévrain et d'Amblise) | | |                                                            |                                                            | Calard de Lalaing ou Nicolas de Lalaing (cité dans une charte de Saint-Aubert de Cambrai en 1281, 1284 et 1285.) Chevalier seigneur de Lalaing, croisé (1270) ép. Agnès de Willerval et/ou Havoise de Marque | Calard de Lalaing ou Nicolas de Lalaing (cité dans une charte de Saint-Aubert de Cambrai en 1281, 1284 et 1285.) Chevalier seigneur de Lalaing, croisé (1270) ép. Agnès de Willerval et/ou Havoise de Marque | Calard de Lalaing ou Nicolas de Lalaing (cité dans une charte de Saint-Aubert de Cambrai en 1281, 1284 et 1285.) Chevalier seigneur de Lalaing, croisé (1270) ép. Agnès de Willerval et/ou Havoise de Marque | Calard de Lalaing ou Nicolas de Lalaing (cité dans une charte de Saint-Aubert de Cambrai en 1281, 1284 et 1285.) Chevalier seigneur de Lalaing, croisé (1270) ép. Agnès de Willerval et/ou Havoise de Marque | Calard de Lalaing ou Nicolas de Lalaing (cité dans une charte de Saint-Aubert de Cambrai en 1281, 1284 et 1285.) Chevalier seigneur de Lalaing, croisé (1270) ép. Agnès de Willerval et/ou Havoise de Marque | Calard de Lalaing ou Nicolas de Lalaing (cité dans une charte de Saint-Aubert de Cambrai en 1281, 1284 et 1285.) Chevalier seigneur de Lalaing, croisé (1270) ép. Agnès de Willerval et/ou Havoise de Marque | | |                                                       |                                                       | 2 autres enfants                                            | 2 autres enfants                                            | 2 autres enfants                                                          | 2 autres enfants                                                          | 2 autres enfants                                                          | 2 autres enfants                                                          |                                                                           |                                                                           |                                                                         |                                                                         |                                                                         |                                                                         |  |  |  |  |  |  |  |  |  |  |  |  |  |  |  |  |  |  |  |  |  |  |
| | | Simon IV de Lalaing †03/05/1333 (cité 1300 comme législateur judiciaire et administratif du comté de Hainaut ép. 1310 Mahaut d'Aspremont +1373 héritière de Quiévrain (fille de Geoffroi III et d'Isabeau, dame de Quiévrain et d'Amblise) | Simon IV de Lalaing †03/05/1333 (cité 1300 comme législateur judiciaire et administratif du comté de Hainaut ép. 1310 Mahaut d'Aspremont +1373 héritière de Quiévrain (fille de Geoffroi III et d'Isabeau, dame de Quiévrain et d'Amblise) | Simon IV de Lalaing †03/05/1333 (cité 1300 comme législateur judiciaire et administratif du comté de Hainaut ép. 1310 Mahaut d'Aspremont +1373 héritière de Quiévrain (fille de Geoffroi III et d'Isabeau, dame de Quiévrain et d'Amblise) | Simon IV de Lalaing †03/05/1333 (cité 1300 comme législateur judiciaire et administratif du comté de Hainaut ép. 1310 Mahaut d'Aspremont +1373 héritière de Quiévrain (fille de Geoffroi III et d'Isabeau, dame de Quiévrain et d'Amblise) | Simon IV de Lalaing †03/05/1333 (cité 1300 comme législateur judiciaire et administratif du comté de Hainaut ép. 1310 Mahaut d'Aspremont +1373 héritière de Quiévrain (fille de Geoffroi III et d'Isabeau, dame de Quiévrain et d'Amblise) | Simon IV de Lalaing †03/05/1333 (cité 1300 comme législateur judiciaire et administratif du comté de Hainaut ép. 1310 Mahaut d'Aspremont +1373 héritière de Quiévrain (fille de Geoffroi III et d'Isabeau, dame de Quiévrain et d'Amblise) | | |                                                            |                                                            | Calard de Lalaing ou Nicolas de Lalaing (cité dans une charte de Saint-Aubert de Cambrai en 1281, 1284 et 1285.) Chevalier seigneur de Lalaing, croisé (1270) ép. Agnès de Willerval et/ou Havoise de Marque | Calard de Lalaing ou Nicolas de Lalaing (cité dans une charte de Saint-Aubert de Cambrai en 1281, 1284 et 1285.) Chevalier seigneur de Lalaing, croisé (1270) ép. Agnès de Willerval et/ou Havoise de Marque | Calard de Lalaing ou Nicolas de Lalaing (cité dans une charte de Saint-Aubert de Cambrai en 1281, 1284 et 1285.) Chevalier seigneur de Lalaing, croisé (1270) ép. Agnès de Willerval et/ou Havoise de Marque | Calard de Lalaing ou Nicolas de Lalaing (cité dans une charte de Saint-Aubert de Cambrai en 1281, 1284 et 1285.) Chevalier seigneur de Lalaing, croisé (1270) ép. Agnès de Willerval et/ou Havoise de Marque | Calard de Lalaing ou Nicolas de Lalaing (cité dans une charte de Saint-Aubert de Cambrai en 1281, 1284 et 1285.) Chevalier seigneur de Lalaing, croisé (1270) ép. Agnès de Willerval et/ou Havoise de Marque | Calard de Lalaing ou Nicolas de Lalaing (cité dans une charte de Saint-Aubert de Cambrai en 1281, 1284 et 1285.) Chevalier seigneur de Lalaing, croisé (1270) ép. Agnès de Willerval et/ou Havoise de Marque | | |                                                       |                                                       | 2 autres enfants                                            | 2 autres enfants                                            | 2 autres enfants                                                          | 2 autres enfants                                                          | 2 autres enfants                                                          | 2 autres enfants                                                          |                                                                           |                                                                           |                                                                         |                                                                         |                                                                         |                                                                         |  |  |  |  |  |  |  |  |  |  |  |  |  |  |  |  |  |  |  |  |  |  |
| | | | | | | | | | |                                                            |                                                            | Nicolas III de Lalaing †1380 Seigneur de Lalaing et de Bugnicourt, Châtelain d'Ath (1355-1358), Grand-Bailli de Hainaut (1352-1354) ép. avant 1346 Isabeau (alias Marie) de Montigny, dame de Montigny-en-Ostrevant (fille de Guillaume et de Marie de Haverskerke) | | | | | | | |                                                       |                                                       |                                                             |                                                             |                                                                           |                                                                           |                                                                           |                                                                           |                                                                           |                                                                           |                                                                         |                                                                         |                                                                         |                                                                         |  |  |  |  |  |  |  |  |  |  |  |  |  |  |  |  |  |  |  |  |  |  |
| | | | | | | | | | |                                                            |                                                            | | | | | | | | |                                                       |                                                       |                                                             |                                                             |                                                                           |                                                                           |                                                                           |                                                                           |                                                                           |                                                                           |                                                                         |                                                                         |                                                                         |                                                                         |  |  |  |  |  |  |  |  |  |  |  |  |  |  |  |  |  |  |  |  |  |  |
| | | | | | | | | | |                                                            |                                                            | | | | | | | | |                                                       |                                                       |                                                             |                                                             |                                                                           |                                                                           |                                                                           |                                                                           |                                                                           |                                                                           |                                                                         |                                                                         |                                                                         |                                                                         |  |  |  |  |  |  |  |  |  |  |  |  |  |  |  |  |  |  |  |  |  |  |
| Wathier de Lalaing religieux à l'abbaye d'Anchin | Wathier de Lalaing religieux à l'abbaye d'Anchin | Wathier de Lalaing religieux à l'abbaye d'Anchin | Wathier de Lalaing religieux à l'abbaye d'Anchin | Wathier de Lalaing religieux à l'abbaye d'Anchin | Wathier de Lalaing religieux à l'abbaye d'Anchin | Hugues de Lalaing religieux à l'abbaye de Saint-Aubert | Hugues de Lalaing religieux à l'abbaye de Saint-Aubert | Hugues de Lalaing religieux à l'abbaye de Saint-Aubert | Hugues de Lalaing religieux à l'abbaye de Saint-Aubert | Hugues de Lalaing religieux à l'abbaye de Saint-Aubert     | Hugues de Lalaing religieux à l'abbaye de Saint-Aubert     | | | Othon de Lalaing †1441 Seigneur de Lalaing et de Montigny, Bugnicourt, Grand-Bailli de Hainaut (1398-1402) ép. avant 1346 Yolande de Barbençon, dame de Montigny-Saint-Christophe (fille cadette de Jean, chevalier, seigneur de Barbençon, La Bruissière et Merbe, Pair de Hainaut, et de Yolande de Grave, dite "de Lens" ou "de Masmines") | Othon de Lalaing †1441 Seigneur de Lalaing et de Montigny, Bugnicourt, Grand-Bailli de Hainaut (1398-1402) ép. avant 1346 Yolande de Barbençon, dame de Montigny-Saint-Christophe (fille cadette de Jean, chevalier, seigneur de Barbençon, La Bruissière et Merbe, Pair de Hainaut, et de Yolande de Grave, dite "de Lens" ou "de Masmines") | Othon de Lalaing †1441 Seigneur de Lalaing et de Montigny, Bugnicourt, Grand-Bailli de Hainaut (1398-1402) ép. avant 1346 Yolande de Barbençon, dame de Montigny-Saint-Christophe (fille cadette de Jean, chevalier, seigneur de Barbençon, La Bruissière et Merbe, Pair de Hainaut, et de Yolande de Grave, dite "de Lens" ou "de Masmines") | Othon de Lalaing †1441 Seigneur de Lalaing et de Montigny, Bugnicourt, Grand-Bailli de Hainaut (1398-1402) ép. avant 1346 Yolande de Barbençon, dame de Montigny-Saint-Christophe (fille cadette de Jean, chevalier, seigneur de Barbençon, La Bruissière et Merbe, Pair de Hainaut, et de Yolande de Grave, dite "de Lens" ou "de Masmines") | Othon de Lalaing †1441 Seigneur de Lalaing et de Montigny, Bugnicourt, Grand-Bailli de Hainaut (1398-1402) ép. avant 1346 Yolande de Barbençon, dame de Montigny-Saint-Christophe (fille cadette de Jean, chevalier, seigneur de Barbençon, La Bruissière et Merbe, Pair de Hainaut, et de Yolande de Grave, dite "de Lens" ou "de Masmines") | Othon de Lalaing †1441 Seigneur de Lalaing et de Montigny, Bugnicourt, Grand-Bailli de Hainaut (1398-1402) ép. avant 1346 Yolande de Barbençon, dame de Montigny-Saint-Christophe (fille cadette de Jean, chevalier, seigneur de Barbençon, La Bruissière et Merbe, Pair de Hainaut, et de Yolande de Grave, dite "de Lens" ou "de Masmines") |                                                       |                                                       | Simon V de Lalaing religieux à Marchiennes                  | Simon V de Lalaing religieux à Marchiennes                  | Simon V de Lalaing religieux à Marchiennes                                | Simon V de Lalaing religieux à Marchiennes                                | Simon V de Lalaing religieux à Marchiennes                                | Simon V de Lalaing religieux à Marchiennes                                |                                                                           |                                                                           |                                                                         |                                                                         |                                                                         |                                                                         |  |  |  |  |  |  |  |  |  |  |  |  |  |  |  |  |  |  |  |  |  |  |
| Wathier de Lalaing religieux à l'abbaye d'Anchin | Wathier de Lalaing religieux à l'abbaye d'Anchin | Wathier de Lalaing religieux à l'abbaye d'Anchin | Wathier de Lalaing religieux à l'abbaye d'Anchin | Wathier de Lalaing religieux à l'abbaye d'Anchin | Wathier de Lalaing religieux à l'abbaye d'Anchin | Hugues de Lalaing religieux à l'abbaye de Saint-Aubert | Hugues de Lalaing religieux à l'abbaye de Saint-Aubert | Hugues de Lalaing religieux à l'abbaye de Saint-Aubert | Hugues de Lalaing religieux à l'abbaye de Saint-Aubert | Hugues de Lalaing religieux à l'abbaye de Saint-Aubert     | Hugues de Lalaing religieux à l'abbaye de Saint-Aubert     | | | Othon de Lalaing †1441 Seigneur de Lalaing et de Montigny, Bugnicourt, Grand-Bailli de Hainaut (1398-1402) ép. avant 1346 Yolande de Barbençon, dame de Montigny-Saint-Christophe (fille cadette de Jean, chevalier, seigneur de Barbençon, La Bruissière et Merbe, Pair de Hainaut, et de Yolande de Grave, dite "de Lens" ou "de Masmines") | Othon de Lalaing †1441 Seigneur de Lalaing et de Montigny, Bugnicourt, Grand-Bailli de Hainaut (1398-1402) ép. avant 1346 Yolande de Barbençon, dame de Montigny-Saint-Christophe (fille cadette de Jean, chevalier, seigneur de Barbençon, La Bruissière et Merbe, Pair de Hainaut, et de Yolande de Grave, dite "de Lens" ou "de Masmines") | Othon de Lalaing †1441 Seigneur de Lalaing et de Montigny, Bugnicourt, Grand-Bailli de Hainaut (1398-1402) ép. avant 1346 Yolande de Barbençon, dame de Montigny-Saint-Christophe (fille cadette de Jean, chevalier, seigneur de Barbençon, La Bruissière et Merbe, Pair de Hainaut, et de Yolande de Grave, dite "de Lens" ou "de Masmines") | Othon de Lalaing †1441 Seigneur de Lalaing et de Montigny, Bugnicourt, Grand-Bailli de Hainaut (1398-1402) ép. avant 1346 Yolande de Barbençon, dame de Montigny-Saint-Christophe (fille cadette de Jean, chevalier, seigneur de Barbençon, La Bruissière et Merbe, Pair de Hainaut, et de Yolande de Grave, dite "de Lens" ou "de Masmines") | Othon de Lalaing †1441 Seigneur de Lalaing et de Montigny, Bugnicourt, Grand-Bailli de Hainaut (1398-1402) ép. avant 1346 Yolande de Barbençon, dame de Montigny-Saint-Christophe (fille cadette de Jean, chevalier, seigneur de Barbençon, La Bruissière et Merbe, Pair de Hainaut, et de Yolande de Grave, dite "de Lens" ou "de Masmines") | Othon de Lalaing †1441 Seigneur de Lalaing et de Montigny, Bugnicourt, Grand-Bailli de Hainaut (1398-1402) ép. avant 1346 Yolande de Barbençon, dame de Montigny-Saint-Christophe (fille cadette de Jean, chevalier, seigneur de Barbençon, La Bruissière et Merbe, Pair de Hainaut, et de Yolande de Grave, dite "de Lens" ou "de Masmines") |                                                       |                                                       | Simon V de Lalaing religieux à Marchiennes                  | Simon V de Lalaing religieux à Marchiennes                  | Simon V de Lalaing religieux à Marchiennes                                | Simon V de Lalaing religieux à Marchiennes                                | Simon V de Lalaing religieux à Marchiennes                                | Simon V de Lalaing religieux à Marchiennes                                |                                                                           |                                                                           |                                                                         |                                                                         |                                                                         |                                                                         |  |  |  |  |  |  |  |  |  |  |  |  |  |  |  |  |  |  |  |  |  |  |
| | | | | | | | | | |                                                            |                                                            | | | | | | | | |                                                       |                                                       |                                                             |                                                             |                                                                           |                                                                           |                                                                           |                                                                           |                                                                           |                                                                           |                                                                         |                                                                         |                                                                         |                                                                         |  |  |  |  |  |  |  |  |  |  |  |  |  |  |  |  |  |  |  |  |  |  |
| | | | | Guillaume de Lalaing †1475 seigneur de Lalaing, Bugnicourt, Fressin et Hordain, Grand-Bailli de Hainaut (1427-1434), Sénéchal d'Ostrevant (1441), Stadhouder de Hollande (1440-1445), proche du duc Charles "Le Téméraire", X 1468 siège de Liège ép. 1420 Jeanne de Créquy "L'Aînée", dame de Bugnicourt +1495 (fille de Jean IV, seigneur de Créquy, Canaples et Fressin, et de Jeanne de Roye; veuve de Robert de Wavrin, Sénéchal de Flandres +X1415, Azincourt) | Guillaume de Lalaing †1475 seigneur de Lalaing, Bugnicourt, Fressin et Hordain, Grand-Bailli de Hainaut (1427-1434), Sénéchal d'Ostrevant (1441), Stadhouder de Hollande (1440-1445), proche du duc Charles "Le Téméraire", X 1468 siège de Liège ép. 1420 Jeanne de Créquy "L'Aînée", dame de Bugnicourt +1495 (fille de Jean IV, seigneur de Créquy, Canaples et Fressin, et de Jeanne de Roye; veuve de Robert de Wavrin, Sénéchal de Flandres +X1415, Azincourt) | Guillaume de Lalaing †1475 seigneur de Lalaing, Bugnicourt, Fressin et Hordain, Grand-Bailli de Hainaut (1427-1434), Sénéchal d'Ostrevant (1441), Stadhouder de Hollande (1440-1445), proche du duc Charles "Le Téméraire", X 1468 siège de Liège ép. 1420 Jeanne de Créquy "L'Aînée", dame de Bugnicourt +1495 (fille de Jean IV, seigneur de Créquy, Canaples et Fressin, et de Jeanne de Roye; veuve de Robert de Wavrin, Sénéchal de Flandres +X1415, Azincourt) | Guillaume de Lalaing †1475 seigneur de Lalaing, Bugnicourt, Fressin et Hordain, Grand-Bailli de Hainaut (1427-1434), Sénéchal d'Ostrevant (1441), Stadhouder de Hollande (1440-1445), proche du duc Charles "Le Téméraire", X 1468 siège de Liège ép. 1420 Jeanne de Créquy "L'Aînée", dame de Bugnicourt +1495 (fille de Jean IV, seigneur de Créquy, Canaples et Fressin, et de Jeanne de Roye; veuve de Robert de Wavrin, Sénéchal de Flandres +X1415, Azincourt) | Guillaume de Lalaing †1475 seigneur de Lalaing, Bugnicourt, Fressin et Hordain, Grand-Bailli de Hainaut (1427-1434), Sénéchal d'Ostrevant (1441), Stadhouder de Hollande (1440-1445), proche du duc Charles "Le Téméraire", X 1468 siège de Liège ép. 1420 Jeanne de Créquy "L'Aînée", dame de Bugnicourt +1495 (fille de Jean IV, seigneur de Créquy, Canaples et Fressin, et de Jeanne de Roye; veuve de Robert de Wavrin, Sénéchal de Flandres +X1415, Azincourt) | Guillaume de Lalaing †1475 seigneur de Lalaing, Bugnicourt, Fressin et Hordain, Grand-Bailli de Hainaut (1427-1434), Sénéchal d'Ostrevant (1441), Stadhouder de Hollande (1440-1445), proche du duc Charles "Le Téméraire", X 1468 siège de Liège ép. 1420 Jeanne de Créquy "L'Aînée", dame de Bugnicourt +1495 (fille de Jean IV, seigneur de Créquy, Canaples et Fressin, et de Jeanne de Roye; veuve de Robert de Wavrin, Sénéchal de Flandres +X1415, Azincourt) |                                                            |                                                            | | | | | | | | |                                                       |                                                       | Simon de Lalaing, (1405-1477), sgr de Montigny et Escornaix | Simon de Lalaing, (1405-1477), sgr de Montigny et Escornaix | Simon de Lalaing, (1405-1477), sgr de Montigny et Escornaix               | Simon de Lalaing, (1405-1477), sgr de Montigny et Escornaix               | Simon de Lalaing, (1405-1477), sgr de Montigny et Escornaix               | Simon de Lalaing, (1405-1477), sgr de Montigny et Escornaix               |                                                                           |                                                                           |                                                                         |                                                                         |                                                                         |                                                                         |  |  |  |  |  |  |  |  |  |  |  |  |  |  |  |  |  |  |  |  |  |  |
| | | | | Guillaume de Lalaing †1475 seigneur de Lalaing, Bugnicourt, Fressin et Hordain, Grand-Bailli de Hainaut (1427-1434), Sénéchal d'Ostrevant (1441), Stadhouder de Hollande (1440-1445), proche du duc Charles "Le Téméraire", X 1468 siège de Liège ép. 1420 Jeanne de Créquy "L'Aînée", dame de Bugnicourt +1495 (fille de Jean IV, seigneur de Créquy, Canaples et Fressin, et de Jeanne de Roye; veuve de Robert de Wavrin, Sénéchal de Flandres +X1415, Azincourt) | Guillaume de Lalaing †1475 seigneur de Lalaing, Bugnicourt, Fressin et Hordain, Grand-Bailli de Hainaut (1427-1434), Sénéchal d'Ostrevant (1441), Stadhouder de Hollande (1440-1445), proche du duc Charles "Le Téméraire", X 1468 siège de Liège ép. 1420 Jeanne de Créquy "L'Aînée", dame de Bugnicourt +1495 (fille de Jean IV, seigneur de Créquy, Canaples et Fressin, et de Jeanne de Roye; veuve de Robert de Wavrin, Sénéchal de Flandres +X1415, Azincourt) | Guillaume de Lalaing †1475 seigneur de Lalaing, Bugnicourt, Fressin et Hordain, Grand-Bailli de Hainaut (1427-1434), Sénéchal d'Ostrevant (1441), Stadhouder de Hollande (1440-1445), proche du duc Charles "Le Téméraire", X 1468 siège de Liège ép. 1420 Jeanne de Créquy "L'Aînée", dame de Bugnicourt +1495 (fille de Jean IV, seigneur de Créquy, Canaples et Fressin, et de Jeanne de Roye; veuve de Robert de Wavrin, Sénéchal de Flandres +X1415, Azincourt) | Guillaume de Lalaing †1475 seigneur de Lalaing, Bugnicourt, Fressin et Hordain, Grand-Bailli de Hainaut (1427-1434), Sénéchal d'Ostrevant (1441), Stadhouder de Hollande (1440-1445), proche du duc Charles "Le Téméraire", X 1468 siège de Liège ép. 1420 Jeanne de Créquy "L'Aînée", dame de Bugnicourt +1495 (fille de Jean IV, seigneur de Créquy, Canaples et Fressin, et de Jeanne de Roye; veuve de Robert de Wavrin, Sénéchal de Flandres +X1415, Azincourt) | Guillaume de Lalaing †1475 seigneur de Lalaing, Bugnicourt, Fressin et Hordain, Grand-Bailli de Hainaut (1427-1434), Sénéchal d'Ostrevant (1441), Stadhouder de Hollande (1440-1445), proche du duc Charles "Le Téméraire", X 1468 siège de Liège ép. 1420 Jeanne de Créquy "L'Aînée", dame de Bugnicourt +1495 (fille de Jean IV, seigneur de Créquy, Canaples et Fressin, et de Jeanne de Roye; veuve de Robert de Wavrin, Sénéchal de Flandres +X1415, Azincourt) | Guillaume de Lalaing †1475 seigneur de Lalaing, Bugnicourt, Fressin et Hordain, Grand-Bailli de Hainaut (1427-1434), Sénéchal d'Ostrevant (1441), Stadhouder de Hollande (1440-1445), proche du duc Charles "Le Téméraire", X 1468 siège de Liège ép. 1420 Jeanne de Créquy "L'Aînée", dame de Bugnicourt +1495 (fille de Jean IV, seigneur de Créquy, Canaples et Fressin, et de Jeanne de Roye; veuve de Robert de Wavrin, Sénéchal de Flandres +X1415, Azincourt) |                                                            |                                                            | | | | | | | | |                                                       |                                                       | Simon de Lalaing, (1405-1477), sgr de Montigny et Escornaix | Simon de Lalaing, (1405-1477), sgr de Montigny et Escornaix | Simon de Lalaing, (1405-1477), sgr de Montigny et Escornaix               | Simon de Lalaing, (1405-1477), sgr de Montigny et Escornaix               | Simon de Lalaing, (1405-1477), sgr de Montigny et Escornaix               | Simon de Lalaing, (1405-1477), sgr de Montigny et Escornaix               |                                                                           |                                                                           |                                                                         |                                                                         |                                                                         |                                                                         |  |  |  |  |  |  |  |  |  |  |  |  |  |  |  |  |  |  |  |  |  |  |
| | | | | | | | | | |                                                            |                                                            | | | | | | | | |                                                       |                                                       |                                                             |                                                             |                                                                           |                                                                           |                                                                           |                                                                           |                                                                           |                                                                           |                                                                         |                                                                         |                                                                         |                                                                         |  |  |  |  |  |  |  |  |  |  |  |  |  |  |  |  |  |  |  |  |  |  |
| Jacques de Lalaing le bon chevalier (1421-X03/07/1453(Poucques, près de Gand), seigneur de Bugnicourt, chevalier de la Toison d'Or (52°, 1451, Chapitre de Mons), conseiller & Chambellan de Philippe "Le Bon" duc de Bourgogne (tient en 1441 le Pas de la Fontaine de Plours (près de Châlons-sur-Saône) pendant un an sans être jamais vaincu par ses compétiteurs). Le plus célèbre tournoyeur de son temps en Europe | Jacques de Lalaing le bon chevalier (1421-X03/07/1453(Poucques, près de Gand), seigneur de Bugnicourt, chevalier de la Toison d'Or (52°, 1451, Chapitre de Mons), conseiller & Chambellan de Philippe "Le Bon" duc de Bourgogne (tient en 1441 le Pas de la Fontaine de Plours (près de Châlons-sur-Saône) pendant un an sans être jamais vaincu par ses compétiteurs). Le plus célèbre tournoyeur de son temps en Europe | Jacques de Lalaing le bon chevalier (1421-X03/07/1453(Poucques, près de Gand), seigneur de Bugnicourt, chevalier de la Toison d'Or (52°, 1451, Chapitre de Mons), conseiller & Chambellan de Philippe "Le Bon" duc de Bourgogne (tient en 1441 le Pas de la Fontaine de Plours (près de Châlons-sur-Saône) pendant un an sans être jamais vaincu par ses compétiteurs). Le plus célèbre tournoyeur de son temps en Europe | Jacques de Lalaing le bon chevalier (1421-X03/07/1453(Poucques, près de Gand), seigneur de Bugnicourt, chevalier de la Toison d'Or (52°, 1451, Chapitre de Mons), conseiller & Chambellan de Philippe "Le Bon" duc de Bourgogne (tient en 1441 le Pas de la Fontaine de Plours (près de Châlons-sur-Saône) pendant un an sans être jamais vaincu par ses compétiteurs). Le plus célèbre tournoyeur de son temps en Europe | Jacques de Lalaing le bon chevalier (1421-X03/07/1453(Poucques, près de Gand), seigneur de Bugnicourt, chevalier de la Toison d'Or (52°, 1451, Chapitre de Mons), conseiller & Chambellan de Philippe "Le Bon" duc de Bourgogne (tient en 1441 le Pas de la Fontaine de Plours (près de Châlons-sur-Saône) pendant un an sans être jamais vaincu par ses compétiteurs). Le plus célèbre tournoyeur de son temps en Europe                                            | Jacques de Lalaing le bon chevalier (1421-X03/07/1453(Poucques, près de Gand), seigneur de Bugnicourt, chevalier de la Toison d'Or (52°, 1451, Chapitre de Mons), conseiller & Chambellan de Philippe "Le Bon" duc de Bourgogne (tient en 1441 le Pas de la Fontaine de Plours (près de Châlons-sur-Saône) pendant un an sans être jamais vaincu par ses compétiteurs). Le plus célèbre tournoyeur de son temps en Europe                                            | | | Jean de Lalaing, (†1498) seigneur de Lalaing et Bugnicourt | Jean de Lalaing, (†1498) seigneur de Lalaing et Bugnicourt | Jean de Lalaing, (†1498) seigneur de Lalaing et Bugnicourt | Jean de Lalaing, (†1498) seigneur de Lalaing et Bugnicourt | Jean de Lalaing, (†1498) seigneur de Lalaing et Bugnicourt | Jean de Lalaing, (†1498) seigneur de Lalaing et Bugnicourt | | | vend la seigneurie de Lalaing pour effacer ses dettes | vend la seigneurie de Lalaing pour effacer ses dettes | vend la seigneurie de Lalaing pour effacer ses dettes | vend la seigneurie de Lalaing pour effacer ses dettes | vend la seigneurie de Lalaing pour effacer ses dettes | vend la seigneurie de Lalaing pour effacer ses dettes |                                                             |                                                             | Josse de Lalaing (†1483) sgr de Montigny, Escornaix puis aussi de Lalaing | Josse de Lalaing (†1483) sgr de Montigny, Escornaix puis aussi de Lalaing | Josse de Lalaing (†1483) sgr de Montigny, Escornaix puis aussi de Lalaing | Josse de Lalaing (†1483) sgr de Montigny, Escornaix puis aussi de Lalaing | Josse de Lalaing (†1483) sgr de Montigny, Escornaix puis aussi de Lalaing | Josse de Lalaing (†1483) sgr de Montigny, Escornaix puis aussi de Lalaing |                                                                         |                                                                         |                                                                         |                                                                         |  |  |  |  |  |  |  |  |  |  |  |  |  |  |  |  |  |  |  |  |  |  |
| Jacques de Lalaing le bon chevalier (1421-X03/07/1453(Poucques, près de Gand), seigneur de Bugnicourt, chevalier de la Toison d'Or (52°, 1451, Chapitre de Mons), conseiller & Chambellan de Philippe "Le Bon" duc de Bourgogne (tient en 1441 le Pas de la Fontaine de Plours (près de Châlons-sur-Saône) pendant un an sans être jamais vaincu par ses compétiteurs). Le plus célèbre tournoyeur de son temps en Europe | Jacques de Lalaing le bon chevalier (1421-X03/07/1453(Poucques, près de Gand), seigneur de Bugnicourt, chevalier de la Toison d'Or (52°, 1451, Chapitre de Mons), conseiller & Chambellan de Philippe "Le Bon" duc de Bourgogne (tient en 1441 le Pas de la Fontaine de Plours (près de Châlons-sur-Saône) pendant un an sans être jamais vaincu par ses compétiteurs). Le plus célèbre tournoyeur de son temps en Europe | Jacques de Lalaing le bon chevalier (1421-X03/07/1453(Poucques, près de Gand), seigneur de Bugnicourt, chevalier de la Toison d'Or (52°, 1451, Chapitre de Mons), conseiller & Chambellan de Philippe "Le Bon" duc de Bourgogne (tient en 1441 le Pas de la Fontaine de Plours (près de Châlons-sur-Saône) pendant un an sans être jamais vaincu par ses compétiteurs). Le plus célèbre tournoyeur de son temps en Europe | Jacques de Lalaing le bon chevalier (1421-X03/07/1453(Poucques, près de Gand), seigneur de Bugnicourt, chevalier de la Toison d'Or (52°, 1451, Chapitre de Mons), conseiller & Chambellan de Philippe "Le Bon" duc de Bourgogne (tient en 1441 le Pas de la Fontaine de Plours (près de Châlons-sur-Saône) pendant un an sans être jamais vaincu par ses compétiteurs). Le plus célèbre tournoyeur de son temps en Europe | Jacques de Lalaing le bon chevalier (1421-X03/07/1453(Poucques, près de Gand), seigneur de Bugnicourt, chevalier de la Toison d'Or (52°, 1451, Chapitre de Mons), conseiller & Chambellan de Philippe "Le Bon" duc de Bourgogne (tient en 1441 le Pas de la Fontaine de Plours (près de Châlons-sur-Saône) pendant un an sans être jamais vaincu par ses compétiteurs). Le plus célèbre tournoyeur de son temps en Europe                                            | Jacques de Lalaing le bon chevalier (1421-X03/07/1453(Poucques, près de Gand), seigneur de Bugnicourt, chevalier de la Toison d'Or (52°, 1451, Chapitre de Mons), conseiller & Chambellan de Philippe "Le Bon" duc de Bourgogne (tient en 1441 le Pas de la Fontaine de Plours (près de Châlons-sur-Saône) pendant un an sans être jamais vaincu par ses compétiteurs). Le plus célèbre tournoyeur de son temps en Europe                                            | | | Jean de Lalaing, (†1498) seigneur de Lalaing et Bugnicourt | Jean de Lalaing, (†1498) seigneur de Lalaing et Bugnicourt | Jean de Lalaing, (†1498) seigneur de Lalaing et Bugnicourt | Jean de Lalaing, (†1498) seigneur de Lalaing et Bugnicourt | Jean de Lalaing, (†1498) seigneur de Lalaing et Bugnicourt | Jean de Lalaing, (†1498) seigneur de Lalaing et Bugnicourt | | | vend la seigneurie de Lalaing pour effacer ses dettes | vend la seigneurie de Lalaing pour effacer ses dettes | vend la seigneurie de Lalaing pour effacer ses dettes | vend la seigneurie de Lalaing pour effacer ses dettes | vend la seigneurie de Lalaing pour effacer ses dettes | vend la seigneurie de Lalaing pour effacer ses dettes |                                                             |                                                             | Josse de Lalaing (†1483) sgr de Montigny, Escornaix puis aussi de Lalaing | Josse de Lalaing (†1483) sgr de Montigny, Escornaix puis aussi de Lalaing | Josse de Lalaing (†1483) sgr de Montigny, Escornaix puis aussi de Lalaing | Josse de Lalaing (†1483) sgr de Montigny, Escornaix puis aussi de Lalaing | Josse de Lalaing (†1483) sgr de Montigny, Escornaix puis aussi de Lalaing | Josse de Lalaing (†1483) sgr de Montigny, Escornaix puis aussi de Lalaing |                                                                         |                                                                         |                                                                         |                                                                         |  |  |  |  |  |  |  |  |  |  |  |  |  |  |  |  |  |  |  |  |  |  |
| | | | | | | | | | |                                                            |                                                            | | | | | | | | |                                                       |                                                       |                                                             |                                                             |                                                                           |                                                                           |                                                                           |                                                                           |                                                                           |                                                                           |                                                                         |                                                                         |                                                                         |                                                                         |  |  |  |  |  |  |  |  |  |  |  |  |  |  |  |  |  |  |  |  |  |  |
| | | | | | | | | | |                                                            |                                                            | | | | | | | | |                                                       |                                                       |                                                             |                                                             |                                                                           |                                                                           |                                                                           |                                                                           |                                                                           |                                                                           |                                                                         |                                                                         |                                                                         |                                                                         |  |  |  |  |  |  |  |  |  |  |  |  |  |  |  |  |  |  |  |  |  |  |
| | | | | Arthus de Lalaing (c.1470-1521) sgr de Bugnicourt | Arthus de Lalaing (c.1470-1521) sgr de Bugnicourt | Arthus de Lalaing (c.1470-1521) sgr de Bugnicourt | Arthus de Lalaing (c.1470-1521) sgr de Bugnicourt | Arthus de Lalaing (c.1470-1521) sgr de Bugnicourt | Arthus de Lalaing (c.1470-1521) sgr de Bugnicourt |                                                            |                                                            | | | | | Charles Ier de Lalaing (1466-1525) comte de Lalaing | Charles Ier de Lalaing (1466-1525) comte de Lalaing | Charles Ier de Lalaing (1466-1525) comte de Lalaing | Charles Ier de Lalaing (1466-1525) comte de Lalaing | Charles Ier de Lalaing (1466-1525) comte de Lalaing   | Charles Ier de Lalaing (1466-1525) comte de Lalaing   |                                                             |                                                             |                                                                           |                                                                           | Antoine Ier de Lalaing (1480-1540) comte de Hoogstraten                   | Antoine Ier de Lalaing (1480-1540) comte de Hoogstraten                   | Antoine Ier de Lalaing (1480-1540) comte de Hoogstraten                   | Antoine Ier de Lalaing (1480-1540) comte de Hoogstraten                   | Antoine Ier de Lalaing (1480-1540) comte de Hoogstraten                 | Antoine Ier de Lalaing (1480-1540) comte de Hoogstraten                 |                                                                         |                                                                         |  |  |  |  |  |  |  |  |  |  |  |  |  |  |  |  |  |  |  |  |  |  |
| | | | | Arthus de Lalaing (c.1470-1521) sgr de Bugnicourt | Arthus de Lalaing (c.1470-1521) sgr de Bugnicourt | Arthus de Lalaing (c.1470-1521) sgr de Bugnicourt | Arthus de Lalaing (c.1470-1521) sgr de Bugnicourt | Arthus de Lalaing (c.1470-1521) sgr de Bugnicourt | Arthus de Lalaing (c.1470-1521) sgr de Bugnicourt |                                                            |                                                            | | | | | Charles Ier de Lalaing (1466-1525) comte de Lalaing | Charles Ier de Lalaing (1466-1525) comte de Lalaing | Charles Ier de Lalaing (1466-1525) comte de Lalaing | Charles Ier de Lalaing (1466-1525) comte de Lalaing | Charles Ier de Lalaing (1466-1525) comte de Lalaing   | Charles Ier de Lalaing (1466-1525) comte de Lalaing   |                                                             |                                                             |                                                                           |                                                                           | Antoine Ier de Lalaing (1480-1540) comte de Hoogstraten                   | Antoine Ier de Lalaing (1480-1540) comte de Hoogstraten                   | Antoine Ier de Lalaing (1480-1540) comte de Hoogstraten                   | Antoine Ier de Lalaing (1480-1540) comte de Hoogstraten                   | Antoine Ier de Lalaing (1480-1540) comte de Hoogstraten                 | Antoine Ier de Lalaing (1480-1540) comte de Hoogstraten                 |                                                                         |                                                                         |  |  |  |  |  |  |  |  |  |  |  |  |  |  |  |  |  |  |  |  |  |  |
| | | | | | | | | | |                                                            |                                                            | | | | | | | | |                                                       |                                                       |                                                             |                                                             |                                                                           |                                                                           |                                                                           |                                                                           |                                                                           |                                                                           |                                                                         |                                                                         |                                                                         |                                                                         |  |  |  |  |  |  |  |  |  |  |  |  |  |  |  |  |  |  |  |  |  |  |
| | | | | Ponthus II de Lalaing (1508-1557) sans descendance | Ponthus II de Lalaing (1508-1557) sans descendance | Ponthus II de Lalaing (1508-1557) sans descendance | Ponthus II de Lalaing (1508-1557) sans descendance | Ponthus II de Lalaing (1508-1557) sans descendance | Ponthus II de Lalaing (1508-1557) sans descendance |                                                            |                                                            | Charles II de Lalaing (1506-1558) comte de Lalaing | Charles II de Lalaing (1506-1558) comte de Lalaing | Charles II de Lalaing (1506-1558) comte de Lalaing | Charles II de Lalaing (1506-1558) comte de Lalaing | Charles II de Lalaing (1506-1558) comte de Lalaing | Charles II de Lalaing (1506-1558) comte de Lalaing | | | Philippe de Lalaing (1510-1555) Comte de Hoogstraten  | Philippe de Lalaing (1510-1555) Comte de Hoogstraten  | Philippe de Lalaing (1510-1555) Comte de Hoogstraten        | Philippe de Lalaing (1510-1555) Comte de Hoogstraten        | Philippe de Lalaing (1510-1555) Comte de Hoogstraten                      | Philippe de Lalaing (1510-1555) Comte de Hoogstraten                      |                                                                           |                                                                           | Seigneurs de la Mouillerie, vicomtes d'Audenarde puis Comtes de Lalaing   | Seigneurs de la Mouillerie, vicomtes d'Audenarde puis Comtes de Lalaing   | Seigneurs de la Mouillerie, vicomtes d'Audenarde puis Comtes de Lalaing | Seigneurs de la Mouillerie, vicomtes d'Audenarde puis Comtes de Lalaing | Seigneurs de la Mouillerie, vicomtes d'Audenarde puis Comtes de Lalaing | Seigneurs de la Mouillerie, vicomtes d'Audenarde puis Comtes de Lalaing |  |  |  |  |  |  |  |  |  |  |  |  |  |  |  |  |  |  |  |  |  |  |
| | | | | Ponthus II de Lalaing (1508-1557) sans descendance | Ponthus II de Lalaing (1508-1557) sans descendance | Ponthus II de Lalaing (1508-1557) sans descendance | Ponthus II de Lalaing (1508-1557) sans descendance | Ponthus II de Lalaing (1508-1557) sans descendance | Ponthus II de Lalaing (1508-1557) sans descendance |                                                            |                                                            | Charles II de Lalaing (1506-1558) comte de Lalaing | Charles II de Lalaing (1506-1558) comte de Lalaing | Charles II de Lalaing (1506-1558) comte de Lalaing | Charles II de Lalaing (1506-1558) comte de Lalaing | Charles II de Lalaing (1506-1558) comte de Lalaing | Charles II de Lalaing (1506-1558) comte de Lalaing | | | Philippe de Lalaing (1510-1555) Comte de Hoogstraten  | Philippe de Lalaing (1510-1555) Comte de Hoogstraten  | Philippe de Lalaing (1510-1555) Comte de Hoogstraten        | Philippe de Lalaing (1510-1555) Comte de Hoogstraten        | Philippe de Lalaing (1510-1555) Comte de Hoogstraten                      | Philippe de Lalaing (1510-1555) Comte de Hoogstraten                      |                                                                           |                                                                           | Seigneurs de la Mouillerie, vicomtes d'Audenarde puis Comtes de Lalaing   | Seigneurs de la Mouillerie, vicomtes d'Audenarde puis Comtes de Lalaing   | Seigneurs de la Mouillerie, vicomtes d'Audenarde puis Comtes de Lalaing | Seigneurs de la Mouillerie, vicomtes d'Audenarde puis Comtes de Lalaing | Seigneurs de la Mouillerie, vicomtes d'Audenarde puis Comtes de Lalaing | Seigneurs de la Mouillerie, vicomtes d'Audenarde puis Comtes de Lalaing |  |  |  |  |  |  |  |  |  |  |  |  |  |  |  |  |  |  |  |  |  |  |

## Personnalités

### Branche de Bugnicourt
- Guillaume de Lalaing †1475, seigneur de Lalaing et de Bugnicourt, grand-bailli de Hainaut, stathouder de Hollande
- Jacques de Lalaing (1421-1453), le bon chevalier, OTO (1451), héros du roman de chevalerie éponyme
- Jean de Lalaing (†1498), Prévôt de Saint Lambert de Liège puis premier baron de Lalaing
- Ponthus Ier de Lalaing, seigneur de Bugnicourt
- Arthus de Lalaing, seigneur de Bugnicourt, sénéchal d'Ostrevant
- Ponthus II de Lalaing, seigneur de Bugnicourt, gouverneur et capitaine général d'Artois, vainqueur de Thérouanne.

### Branche de Montigny
- Simon de Lalaing, (1405-1477) OTO (1431) seigneur de Montigny, Amiral de Flandre, chambellan de Philippe le Bon
- Josse de Lalaing, (1437-1483), OTO (1478) seigneur de Montigny et d'Escornaix, rachète la baronnie de Lalaing, Amiral et Grand-Bailli de Flandre, gouverneur de l'archiduc Philippe (??? Maximilien d'Autriche), Stathouder de Hollande, Zélande et Frise
- Charles Ier de Lalaing, (1466-1525), OTO (1505), premier comte de Lalaing conseiller et chambellan du duc de Bourgogne

### Seconde branche de Lalaing
- Charles II de Lalaing, (1506-1558) OTO (1531), 2e comte de Lalaing, premier baron d'Escornaix et de Montigny, chambellan et chef des finances de l'empereur Charles Quint, Stathouder d'Utrecht, gouverneur de Luxembourg, grand-bailli de Hainaut.
- Philippe-Christine de Lalaing, princesse d'Espinoy, défenseresse de Tournai (1581)
- Philippe II de Lalaing, (1545-1582) 3e comte de Lalaing, Baron d'Escornaix, sénéchal de Flandre, grand bailli de Hainaut, capitaine général de la cavalerie et de l'artillerie des États généraux
- Emmanuel-Philibert de Lalaing (1547-1590), OTO (1586), baron de Montigny, capitaine des gardes wallonnes, chef des Malcontents puis grand-bailli de Hainaut.
- Marguerite de Lalaing (1574-1650), comtesse héritière de Lalaing, baronne d'Escornaix, comtesse de Berlaymont, fondatrice du Couvent des Dames de Berlaymont à Bruxelles.

### Branche de Hoogstraten
- Antoine Ier de Lalaing , (1480-1540) OTO (1516), 1recomte de Hoogstraten, seigneur de Montigny et d'Estrée chevalier de la Ordre de la Toison d'or en 1516, chevalier d'honneur et ministre de la régente Marguerite d'Autriche. Chef des finances des Pays-Bas, Stadhouder de Hollande en 1522, capitaine d'une bande d'ordonnance[11]. Il épousa Elisabeth de Culemborg, Dame de Hoogstraten, veuve de Jean de Luxembourg (vers 1477 - 1508), fille de Gaspar de Culemborg et de Jeanne de Bourgogne, qui lui laissa en mourant la terre de Hoogstraten. Il fut couronné Comte de Hoogstraten en 1516 à l'église de Sainte Gudule à Bruxelles. Antoine Lalaing accompagne Philippe le Beau lors de la prise de possession du royaume d'Espagne, puis deviendra conseiller Chambellan de Charles Quint. Il mourut à Gand le 11 avril 1540 et fut enterré en l'église de Hoogstraten.

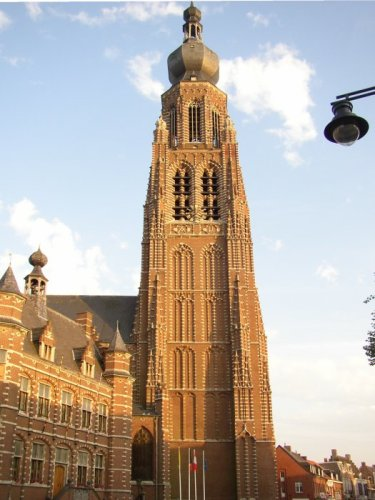
Église de Hoogstraeten
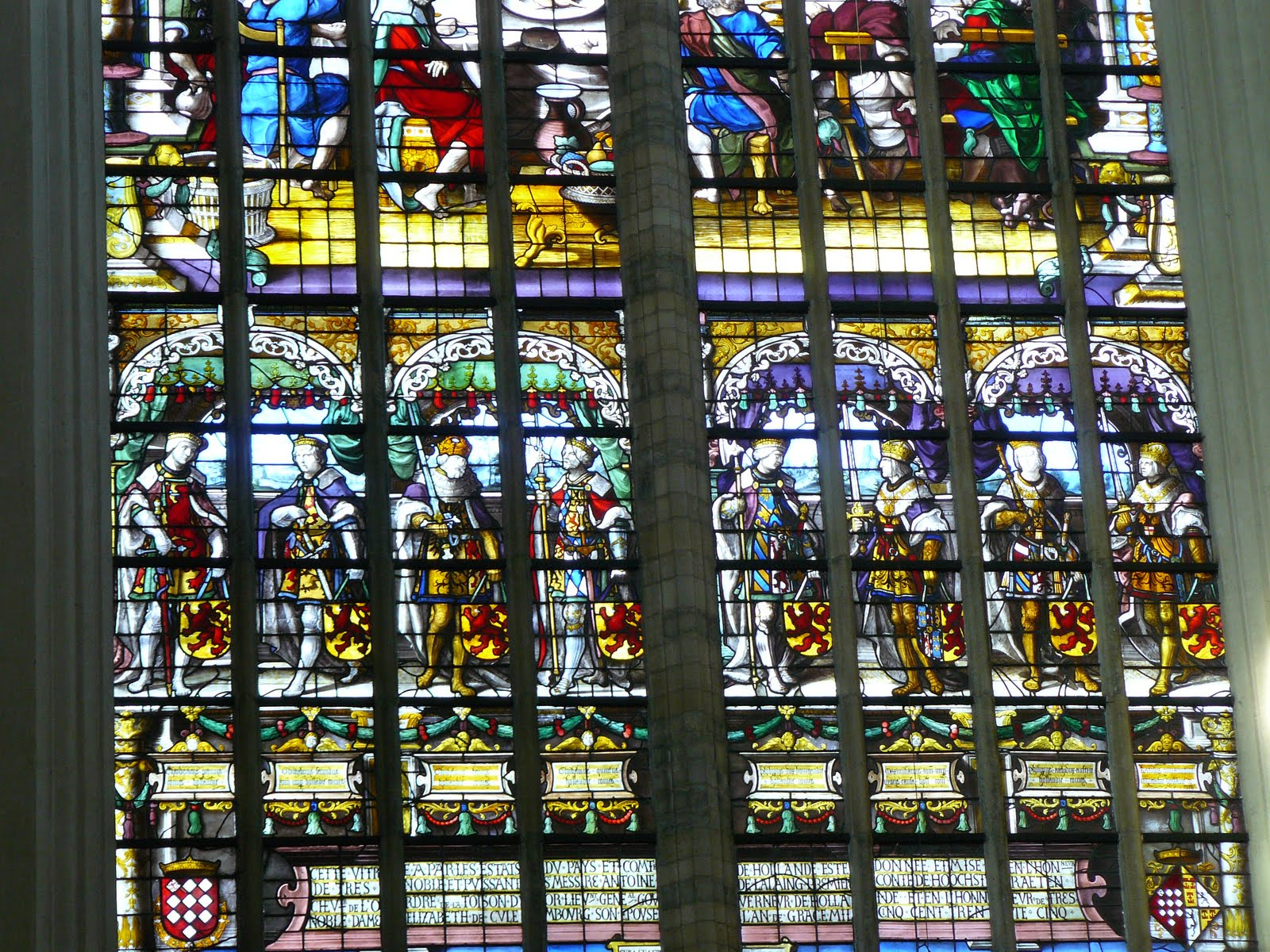
Vitraux de l'église de Hoogstraeten - Lalaing Culemborg; en bas à droite on reconnait les armes d'Elisabeth de Culemborg.
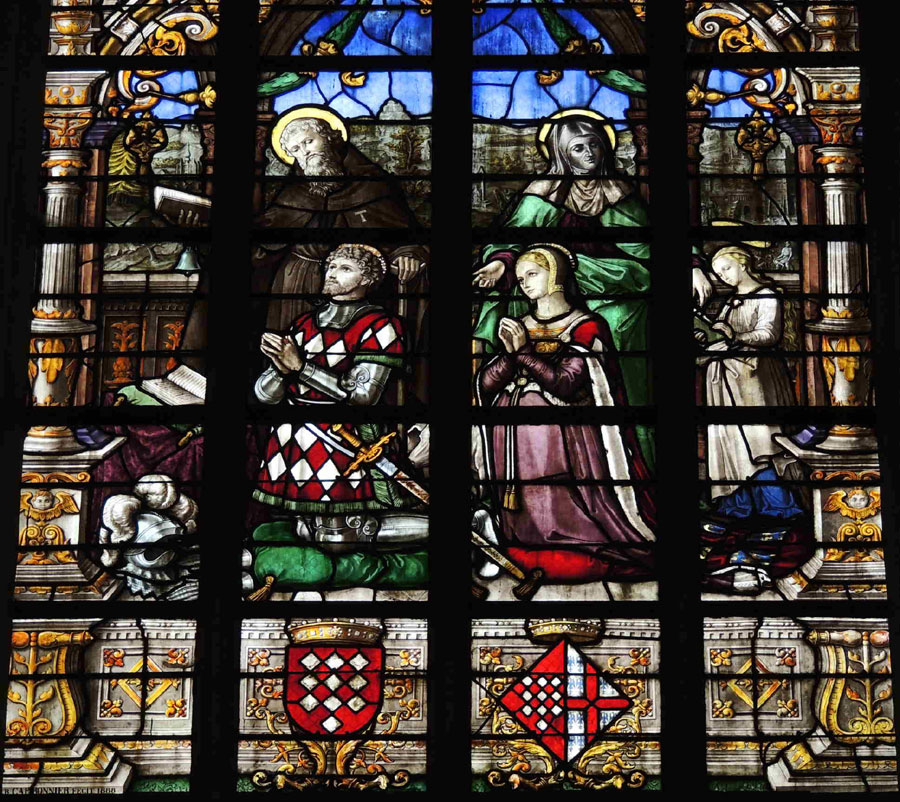
Vitraux de l'église de Hoogstraeten - Lalaing - Montmorency
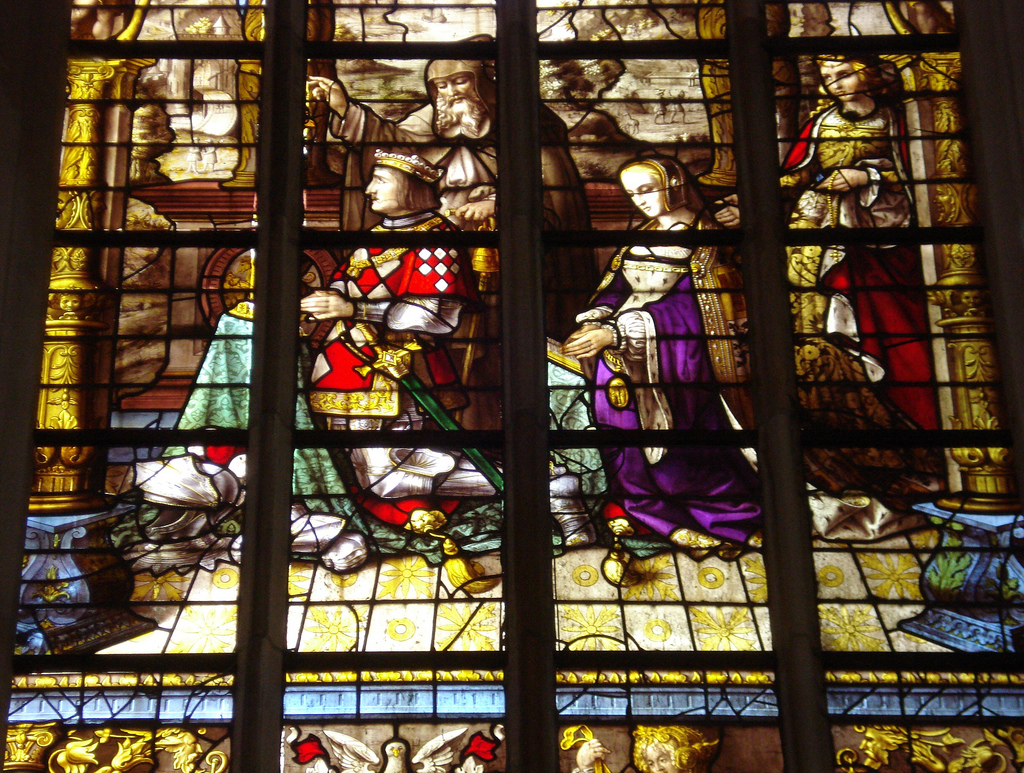
Vitraux de l'église de Hoogstraeten- Lalaing - Culembourg
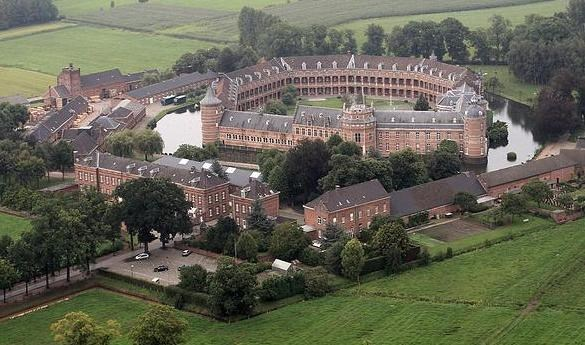
Château des seigneurs de Hoogstraten dit Château de Hoogstraeten

- Philippe de Lalaing (1510-1555) (nl), (1510-1555) OTO (1546), 2ecomte de Hoogstraten, gouverneur et capitaine général de Gueldre
- Antoine II de Lalaing (nl), (1533-1568), OTO (1559), fils de Philippe de Lalaing et Anna de Rennenberg, il fut le 3e comte de Hoogstraten et conseiller au conseil d'État.
- George de Lalaing, (†1581), Comte de Rennenberg, stathouder de Frise.

### Branche de la Mouillerie
- Philippe de Lalaing (~1500-1550) chevalier (après 1538) seigneur de La Mouillerie et de Maffle, Bourgeois d’Audenarde, écuyer & maître d’hôtel (1526) de l’Archiduchesse Marguerite d’Autriche (duchesse de Savoie, Régente des Pays-Bas), Ambassadeur Extraordinaire en France pour Charles Quint (1530) attaché à la Maison de son parent Philippe de Lalaing, comte d’Hoogstraeten (brise ses armes de Lalaing-Hoogstraeten d’un filet d’or posé en barre) ép. 1527 (Audenarde) Florence de Rechem, dame d’un fief appelé « vicomté d’Audenarde», mouvant de la Cour du Perron d’Audenarde, dame de Kerchove, Bolancy et Callenberghe + ~1587 (ou 1592 ?) (fille aînée de Josse, vicomte d’Audenarde, seigneur de Kerckhove et Calberghe, Lieutenant & Haut-Bailli du Pays d’Alose, et de Barbe Stommelincx)

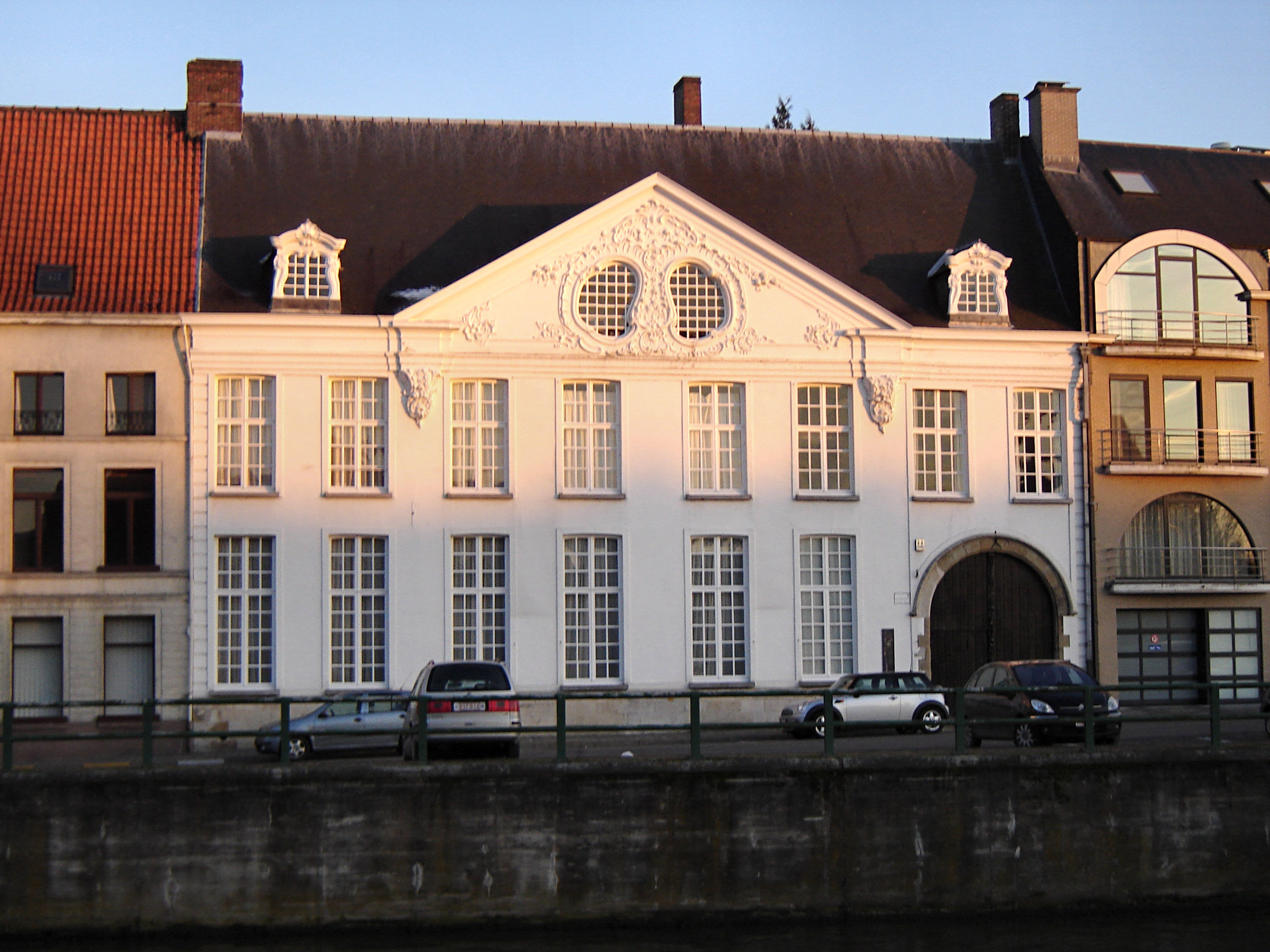
Maison de Lalaing à Audenarde.

« La maison doit son nom à Philippe de Lalaing, gouverneur de la ville au XVIe siècle. L'édifice fut construit en cinq phases successives : la partie la plus ancienne date des années 1600. La façade côté rue a pris son apparence actuelle au XVIIIe siècle, l'intérieur fut également réaménagé à la même époque. Cet édifice a des fonctions multiples : l'atelier de restauration de tapisseries d'Oudenaarde, l'atelier de tissage VASA et un espace éducatif qui nous permet de suivre le procédé de la restauration et du tissage. L'atelier VASA tisse de nouvelles tapisseries à l'ancienne selon des dessins d'artistes contemporains. Des cours y sont organisés. Oudenaarde garde toujours vivante sa tradition textile, comme le démontre le concours triennal de création de cartons de tapisserie. Des artistes renommés, belges et étrangers, participent à chacune des éditions. Une tapisserie contemporaine sera réalisée d'après le dessin de Arne Quinze. »

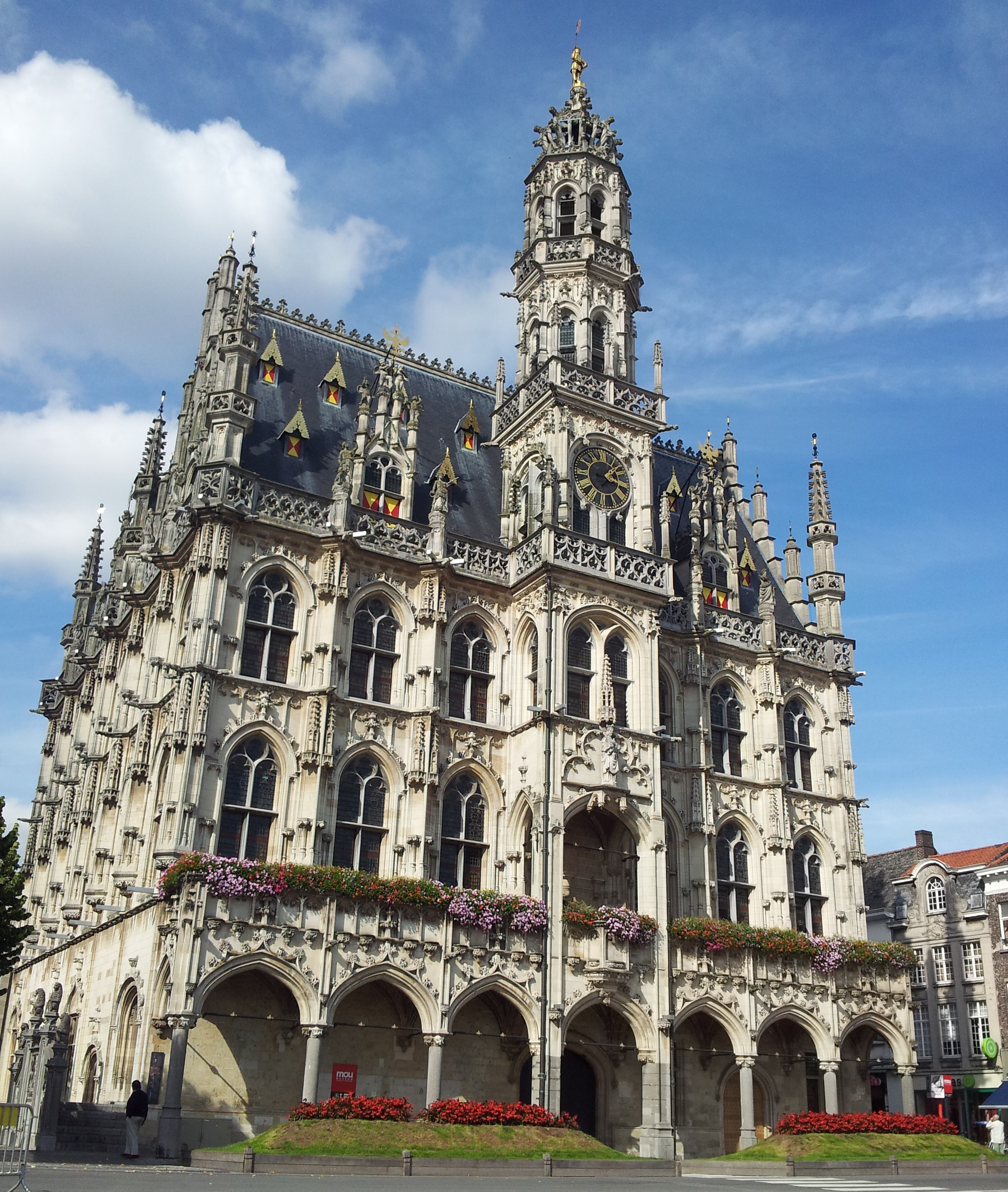
L’hôtel de ville d'Audenarde de style gothique flamboyant (1525-1536), dont la première pierre fut posée par Philippe de Lalaing.

- Maximilien-Joseph de Lalaing (~1676/77 + 19/04/1756 (Bruxelles)) Général-Major, Gouverneur de Bruges & du Territoire du Franc, Surintendant-Général de la Gendarmerie de la Province de Flandres, Député de l’État noble du duché de Brabant, comte de T(h)ildonck par sa (1°) femme, conseiller d’État d’Epée au Gouvernement des Pays-Bas Autrichiens, général d’artillerie.

- Charles Eugène de Lalaing d'Audenarde, né à Paris le 13 novembre 1779, mort à Paris le 4 mars 1859 est un général français, pair de France et sénateur du Second Empire, créé baron de l'Empire le 15 octobre 1809, qui prit part aux batailles d'Austerlitz, d'Iéna, d'Eylau, de Friedland, d'Eckmühl, d'Essling, de Wagram, à la campagne de Russie, et à la guerre d'Espagne (1823) à la tête des escadrons de la maison militaire du roi. Grand-croix de la Légion d'honneur depuis le 19 août 1847. Son nom figure à la 12e colonne de l'arc de triomphe de l'Étoile : LALAING D'AUDde.

- Jacques de Lalaing, (1858-1917), peintre et sculpteur

## Armoiries

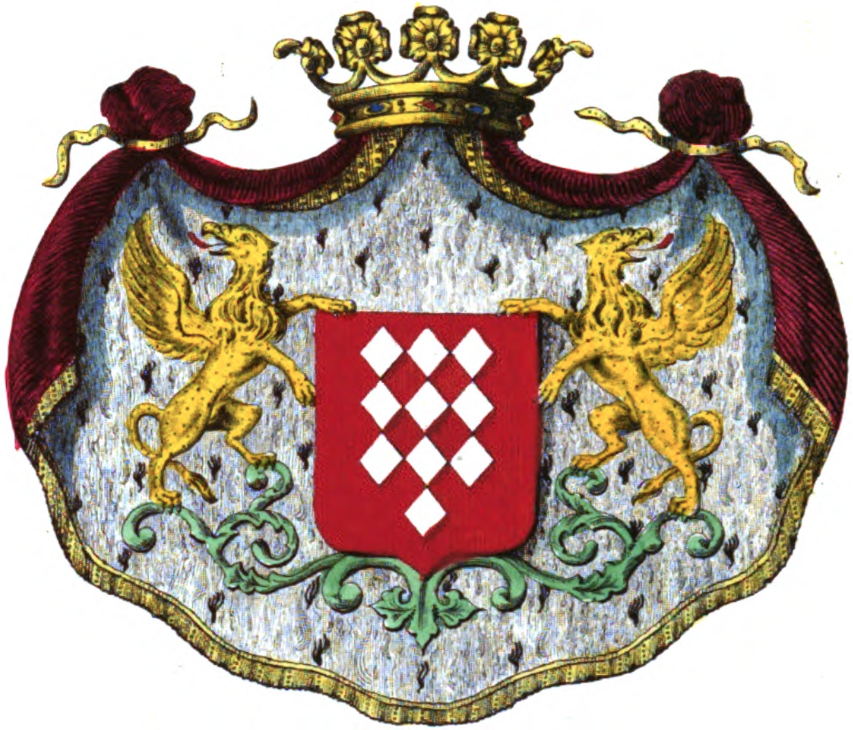
Armoiries de Lalaing

Les armes des Lalaing sont de gueules à dix losanges d'argent. Le cimier est une tête d'aigle dans un vol banneret d'or. La banche de Montigny, qui devint la branche principale au XVIe siècle, brisait d'un lionceau de gueules sur le premier losange. Les surbrisures se faisaient en changeant la couleur du lionceau ou en les multipliant (Josse de Lalaing du vivant de son père Simon). Après le rachat de la terre de Lalaing par Josse, un conflit se mut entre les seigneurs de Bugnicourt et ceux de Lalaing à propos du port des armes plaines. Les premiers pouvaient légitimement se prévaloir des armes plaines en leur qualité d'ainés, mais les second y prétendaient également au motif qu'ils étaient les propriétaires de la terre ancestrale. Une convention fut passée entre Charles Ier et Ponthus Ier de Lalaing en 1504 : les aînés des deux branches s'autorisaient mutuellement à porter les armes plaines, charge à leurs cadets de choisir des brisures distinctives.[citation nécessaire]
Les comtes de Hoogstraten reprirent la brisure traditionnelle des Montigny en ajoutant un lionceau de gueules sur le premier losange. La branche bâtarde de la Mouillerie, avant de devenir la seule branche subsistante de la maison de Lalaing en 1709 et d'hériter du titre comtal en 1719 ajoutait un chevron d'or sur le losange de la pointe.[citation nécessaire]

### Armorial
| Figure | Porteur | Blasonnement                                                                         |
|        | Seigneurs de Lalaing puis comtes de Lalaing, d'abord portées par l'aîné de la branche de Bugnicourt, puis aussi par ceux celle de de Montigny à partir de 1504, en leur qualité de seigneurs de Lalaing.                             | gueules à dix losanges d'argent (Lalaing)                                            |
|        | Jacques de Lalaing, (1421-1453) le bon chevalier | de Lalaing, brisées d'un lambel d'argent                                             |
|        | Seigneurs de Montigny, puis comtes de Hoogstraten | de Lalaing, brisées sur le premier losange d'un lionceau de gueules.                 |
|        | Josse de Lalaing (†1483), seigneur de Montigny et d'Escornaix. Devient également seigneur de Lalaing. Il semble avoir conservé cette surbrisure après le trépas de son père.                                                         | de Lalaing, brisées sur le premier et le troisième losange d'un lionceau de gueules. |
|        | Charles Ier de Lalaing (1466-1525), Baron puis comte de Lalaing (1522), seigneur de Montigny et d'Escornaix. Il signe en 1504 une convention avec son cousin Ponthus Ier qui l'autorise à porter les armes pleines sans le lionceau. | de Lalaing, brisées sur le premier losange d'un lionceau de sable.                   |
|        | Antoine Ier de Lalaing (1480-1540), seigneur de Montigny puis premier comte de Hoogstraten (1516). À une date indéterminée, il reprend les armes des Lalaing-Montigny.                                                               | de Lalaing, brisées sur chaque losange d'un lionceau de sable.                       |
|        | Philippe de Lalaing (1503-1550), seigneur de La Mouillerie et de de Maffle. Portées ensuite par les ainés de la branche de la Mouillerie et les vicomtes d'Audenarde.                                                                | de Lalaing, brisées sur le dernier losange d'un chevron d'or.                        |
|        | Emmanuel-Philibert de Lalaing (1547-1590), baron de Montigny. Portées au moins jusqu'à la mort de son demi-frère Philippe (1582), comte de Lalaing, chef du nom.                                                                     | de Lalaing brisées d'une bordure d'or.                                               |